# Magyar névnapok listája betűrendben
Ez a lista a Magyarországon anyakönyvezhető keresztneveket és a hozzájuk tartozó névnapot sorolja fel. A nevek gyakoriságáról lásd: Keresztnevek gyakorisága Magyarországon a 2000-es években.
| Ábécé szerinti tartalomjegyzék                                                                           |
| --- |
| A, Á B C Cs D Dz Dzs E, É F G Gy H I, Í J K L Ly M N Ny O, Ó Ö, Ő P Q R S Sz T Ty U, Ú Ü, Ű V W X Y Z Zs |

## A, Á
- Aba: november 12.
- Abád: november 12.
- Abagta: november 13.
- Abbás: november 12.
- Abda: november 19.
- Abdéel: november 19.
- Abdi: november 19.
- Abdiás: november 19.
- Abdon: november 19.
- Ábel: január 2., június 2., augusztus 5., december 5., december 9.
- Abelárd: április 21.
- Abélia: augusztus 5.
- Abelina: augusztus 5.
- Abiáta: február 5.
- Abigél: február 9.
- Ábner: november 19.
- Abod: november 12.
- Abony: július 12.
- Abos: november 12.
- Abosa: november 12.
- Ábrahám: június 15., augusztus 16., október 9.
- Ábrám: október 9.
- Ábrán: június 15., augusztus 16., október 9.
- Ábris: március 16., október 9.
- Absa: január 19., március 2., szeptember 2.
- Absolon: március 2., szeptember 2.
- Acél: október 28.
- Achilles: április 23., május 12., november 2.
- Achillesz: április 23., május 12., november 2.
- Acsád: január 2., május 8.
- Ada: július 28., december 4.
- Adabella: április 23.
- Adala: január 29., december 24.
- Adalárd
- Adalbert: április 23., szeptember 27.
- Adalberta: április 23.
- Adalbertina: április 23.
- Adália: január 29., december 24.
- Ádám: szeptember 9., december 24.
- Adél: január 29., december 24.
- Adela: január 29., december 24.
- Adelaida: január 29., február 5., december 16., december 24.
- Adelgund: január 30.
- Adelgunda: január 30.
- Adelheid: február 5., december 16.
- Adélia: január 29., december 24.
- Adelin: január 29., december 24.
- Adelina: július 28., augusztus 28., december 4.
- Adelinda: július 28., augusztus 28., december 4.
- Adeliz: június 29.
- Adeliza: június 29.
- Adelmár: május 29., július 29.
- Adeodát: június 19., június 26., november 8.
- Adeodáta: július 31.
- Ádér: június 8.
- Ádin: június 26.
- Adina: július 28., december 4.
- Ádler
- Admira: szeptember 7., október 22.
- Adna: február 2., július 28., december 4.
- Adolár: április 21., augusztus 28.
- Adolf: február 21., június 17.
- Adolfa
- Adolfina
- Ádomás: január 2., május 8.
- Adon: május 12., június 26.
- Adónia
- Adonisz: május 12., június 26.
- Adony: június 26.
- Adorján: március 4., március 5., szeptember 8.
- Adria: március 4., március 5., szeptember 8.
- Adrián: március 4., március 5., szeptember 8.
- Adriána: szeptember 8.
- Adrianna: március 4., március 5., szeptember 8.
- Adriel: március 4., március 5., szeptember 8.
- Adrienn: március 4., március 5., szeptember 8.
- Áfonya női név
- Áfra: augusztus 5., augusztus 7.
- Afrodita: augusztus 5., augusztus 7.
- Afrodité: augusztus 5., augusztus 7.
- Agád: január 10., április 1.
- Agamemnon: január 4.
- Agapion: január 10., április 1.
- Agárd
- Agáta: január 11., február 5.
- Agaton: január 10., augusztus 22., december 7.
- Agenor: augusztus 18.
- Aggeus: január 4., július 4., december 16.
- Aglája: január 1., május 14.
- Aglent: január 21., január 28., március 6., június 8., november 16.
- Agmánd: február 6., május 28.
- Agnabella: december 14.
- Agnella: december 14.
- Ágnes: január 21., január 28., március 6., június 8., november 16.
- Agnéta: január 21., január 28., március 6., június 8., november 16.
- Ágost: május 28., augusztus 3., augusztus 8., augusztus 28.
- Ágosta: május 28., augusztus 3., augusztus 8., augusztus 28.
- Ágoston: május 27., május 28., augusztus 28.
- Ágota: január 11., február 5.
- Agrippa: május 27., május 28., augusztus 28.
- Agrippina: február 5.
- Ahillész: április 23., május 12., november 2.
- Áhim: március 20., április 16., július 26., augusztus 16.
- Ahmed: január 16.
- Aida: február 2., augusztus 31.
- Ailen
- Aina: május 10.
- Ainó: május 10.
- Airton: február 3.
- Aisa: április 25., november 15.
- Ajád: március 9., szeptember 15.
- Ajándék: február 6., július 17., december 31.
- Ajándok: február 17., augusztus 7.
- Ajáz
- Ájáz
- Ajbars: június 1.
- Ajka: november 27.
- Ajna: május 10.
- Ajnácska: április 25.
- Ajnás
- Ajnó: május 10.
- Ajsa: április 25., november 15.
- Ajtonka: július 19., október 4.
- Ajtony: március 13., április 30., június 16., július 27.
- Akács: február 27., március 31., május 8., június 22.
- Akilina: február 5.
- Ákos: január 2., február 27., március 31., június 22.
- Aladár: február 20., március 11., április 18., április 20., május 26., június 29.
- Aladdin: február 9.
- Aladin: február 9., április 20., augusztus 8.
- Alajos: június 21., október 17.
- Alán: szeptember 8., október 14., november 25.
- Alap: március 27.
- Alárd: október 19.
- Alarik: február 9., április 20., augusztus 8.
- Alattyán
- Alba: december 16.
- Albán
- Albert: április 23., augusztus 7., augusztus 24., szeptember 5., szeptember 27., november 15.
- Alberta: augusztus 24., november 15.
- Albertin: augusztus 24., november 15.
- Albertina: augusztus 24., november 15.
- Albin: március 1., június 22., október 26.
- Albina: március 1., június 22.
- Alda: május 10.
- Aldán: augusztus 31., szeptember 6.
- Áldáska: augusztus 13., október 8., december 29.
- Áldea: május 10.
- Aldisz
- Aldó: január 10., április 15., május 31.
- Áldor: február 6.
- Aldvin: május 19.
- Álea: február 12., december 10.
- Alen: szeptember 8., október 14., november 25.
- Aléna: május 29.
- Alesszia: január 9.
- Alett: február 5., december 16.
- Aletta: december 16.
- Alex: február 9., február 17.
- Alexa: március 18., március 20., május 18.
- Alexander: február 26., március 18., május 3.
- Alexandra: március 18., március 20., május 18.
- Alexandrina
- Alexia: január 9., május 10., július 17.
- Alexius
- Alfonz: január 23., augusztus 1., augusztus 2., október 30.
- Alfonza: augusztus 2., október 30.
- Alfonzin: augusztus 2., október 30.
- Alfonzina: augusztus 2., október 30.
- Alfonzó
- Alfréd: január 15., február 15., február 23., július 19., augusztus 15., augusztus 28., október 28., november 16.
- Alfréda: február 23., július 19., október 28.
- Algernon: január 1.
- Ali: augusztus 15.
- Alice
- Alicia: május 18., június 29., augusztus 24.
- Alida: február 5., június 17.
- Alina: június 17., július 28.
- Alinda: december 4.
- Alinka: június 17., december 24.
- Alirán
- Alitta: december 16.
- Aliz: június 29., augusztus 24., november 14.
- Alma: július 10.
- Almanda: július 10.
- Almár: március 24.
- Almira: március 24., május 29.
- Almiréna: március 24., május 29.
- Álmod
- Álmos: január 1., február 20.
- Alojzia: június 21.
- Alóma: június 21.
- Alpár: március 27., szeptember 5.
- Alvián: május 19.
- Alvin: május 19.
- Alvina: június 22., december 16.
- Amábel: június 11., július 11.
- Amadé: január 28., március 30., augusztus 10.
- Amadea: január 28., március 30., augusztus 10.
- Amadeusz: január 28., március 30., augusztus 10.
- Amadil: január 5., február 20., szeptember 13.
- Amadó: január 28., március 30., augusztus 10.
- Amál: január 28., május 4., július 10., október 7., november 20., november 21., november 30.
- Amália: január 28., május 4., július 10., október 7., november 20., november 21., november 30.
- Amand: február 6., október 26.
- Amanda: február 6., október 26.
- Amarant: november 7., december 7.
- Amaranta: november 7., december 7.
- Amarilla: május 1.
- Amarillisz: május 1.
- Amát
- Amáta: január 5., február 20., szeptember 13.
- Amázia: január 23., december 29.
- Ambos: július 19., október 16., október 17., december 7.
- Ambró: július 19., október 16., október 17., december 7.
- Ambróz: július 19., október 16., október 17., december 7.
- Ambrózia: december 7.
- Ambrus: július 19., október 16., október 18., december 7.
- Ambustán
- Amélia: január 4., május 4., június 2.
- Amelita: augusztus 16.
- Amerigo
- Ametiszt: október 26.
- Amilla: január 28., május 4., július 10.
- Amina: augusztus 31., november 27.
- Aminta: január 30., augusztus 17.
- Amira: augusztus 31.
- Ámon: január 14., október 4.
- Ámor: február 6.
- Ámos: január 14.
- Amrita: december 7.
- Amy
- Anada: július 26.
- Anaisz: március 10.
- Anasztáz: január 6., január 8., március 10., április 21., április 27., december 25.
- Anasztázia: március 10., április 17., december 25.
- Anatol: július 3.
- Anatólia: július 3.
- Anci
- Ancilla: március 25., december 23.
- Anda: február 19.
- Andelin: január 27.
- Andelina: január 27.
- Anderz: február 4., május 21.
- Andor: május 17., október 9., október 11., november 30.
- Andorás: február 4., május 21., november 10., november 30.
- Andorjás: február 4., május 21., november 10., november 30.
- Andos: február 4.
- András: február 4., május 21., november 10., november 30.
- André: február 4., május 21., november 10., november 30.
- Andrea: február 4., április 18.
- Androméda: február 4.
- Anélia: július 26.
- Anelma: december 2.
- Anéta: június 13., július 26.
- Anett: június 13., július 26.
- Anetta: június 13., július 26.
- Anettka: június 13., július 26.
- Angéla: január 4., május 31., június 1., július 21.
- Angelika: január 27.
- Angelina: július 21.
- Angelus: május 5.
- Angelusz: május 5.
- Angyal: január 4., január 27., május 31.
- Angyalka: január 4., január 27., május 31.
- Ángyán: április 25., november 15., december 7.
- Anica: július 26.
- Anicét: április 17.
- Anics: március 8.
- Aniella: július 26.
- Anika: július 26.
- Anikó: július 26., december 22.
- Anilla: július 1., július 26.
- Anina: július 26.
- Anissza: január 21.
- Anita: június 2., július 26.
- Anitra: július 26.
- Anízia: december 30.
- Aníziusz: december 30.
- Anka: július 26.
- Anna: február 19., június 2., június 13., július 1., július 26.
- Annabell: június 9., július 1.
- Annabella: június 9., július 1.
- Annaliza: július 8., július 26.
- Annamari: június 9., július 1.
- Annamária: június 9., július 1.
- Annarita: május 22., július 26.
- Annavera: június 9.
- Anneli: július 26.
- Anni: július 26.
- Anne: július 26.
- Annunciáta: március 25.
- Antal: január 17., június 13., július 5.
- Antea: február 27.
- Antigon: február 23.
- Antigoné: február 27., június 13.
- Anton: január 17., június 13., július 5.
- Antonella: május 3.
- Antónia: január 17., február 28., április 29., május 3., május 4., május 10.
- Antoniett: február 28.
- Antonietta: február 28.
- Antonió
- Antos: január 17., június 13., július 5.
- Anzelm: április 21.
- Anzelma: április 21.
- Ányos: április 25., november 15., december 7.
- Apol: január 28., február 9., március 8., július 7.
- Apolka: január 28., február 9., március 8., július 7.
- Apollinár: január 8., július 23., szeptember 2., október 5.
- Apollinária: január 8., július 23.
- Apolló: március 8., április 18.
- Apollónia: január 28., február 9., március 8., július 7.
- Apor: február 2., december 28.
- Aporka: február 2.
- Apostol: január 25., június 30.
- Appia: március 23.
- Áprilka: március 23., november 22.
- Apród: december 28.
- Apszik
- Arabella: március 13., augusztus 7.
- Aracs: március 8.
- Arad: március 8.
- Aramisz: március 8.
- Aranka: február 8., július 19., október 4., október 15., október 16., december 2.
- Arany: június 16., július 19., október 4.
- Aranyos
- Árboc
- Árboz
- Archi
- Archibald: március 27.
- Ardó: január 12.
- Arétász: október 24.
- Ariadna: június 7., szeptember 17.
- Ariadné: június 7., szeptember 17.
- Arián: március 4.
- Arianna: június 7., szeptember 17.
- Ariel: április 11., november 10.
- Ariéla: április 11., november 10.
- Ariella: április 11., november 10.
- Arienn: június 7., szeptember 17.
- Arietta: április 11., november 10.
- Arika: augusztus 17.
- Arikán: augusztus 17.
- Arina: február 8., július 19., október 4.
- Arion: február 3.
- Aripeit
- Árisz: április 27., augusztus 31.
- Arisztid: április 27., augusztus 31.
- Arita: március 13.
- Ariton: február 3.
- Arkád: január 12., november 13.
- Árkád: január 12., november 13.
- Árkos: január 12.
- Arló: augusztus 8.
- Arlen: április 11.
- Arlett: április 11.
- Armand: április 7., május 10., október 26.
- Armanda: április 7., május 10.
- Armandina: április 7., május 10.
- Armida: szeptember 14., szeptember 22., december 4.
- Armilla: szeptember 14., szeptember 22., december 4.
- Ármin: április 7., május 10., június 2., december 28.
- Ármina: június 2.
- Árnika: április 17.
- Arnó: június 18., július 18., december 1.
- Arnold: június 18., július 18., december 1.
- Arnolda: július 8., július 18.
- Arnót: június 18., július 18., december 1.
- Arnwald: június 18., július 18., december 1.
- Áron: április 2., július 1.
- Árpád: január 5., március 31., április 7., december 11.
- Árpádina: december 11.
- Arszák: március 3.
- Arszlán: június 23.
- Artemisz: január 22., június 6.
- Artemízia: január 22., június 6.
- Artemon: október 20.
- Artúr: január 7., január 22., szeptember 1., október 20., november 15., december 11.
- Árvácska: május 5., július 27.
- Árven: augusztus 23.
- Arvéd: március 13., március 23.
- Arvid: március 13., március 23.
- Arzén: július 19., október 30.
- Arzénia: július 19.
- Aser: december 16.
- Asma: április 17.
- Aszlár
- Aszparucs
- Aszpázia: január 2., december 29.
- Asszunta: április 7., augusztus 15.
- Aszter: január 17., április 28., augusztus 23., október 30.
- Asztéria: augusztus 10.
- Asztrid: november 12.
- Asztrik: november 12.
- Ata: november 11.
- Atád: november 11.
- Atakám: régi magyar férfinév
- Atala: április 15., december 3.
- Atalanta: március 10., július 6.
- Atália: december 3.
- Atanáz: május 2., augusztus 14., november 26.
- Atanázia: augusztus 14.
- Atas
- Aténa: január 18., május 2., július 16., november 2.
- Aténé: január 18., május 2., július 16., november 2.
- Athena: január 18., május 2., július 16., november 2.
- Atika: december 3.
- Atilla: január 7.
- Atina: január 18., május 2., július 16., november 2.
- Atlasz: április 6.
- Atos: március 10., május 22., november 11.
- Attila: január 7., április 22., október 5.
- Auguszt
- Auguszta: március 27., március 29., december 18.
- Augusztina: március 27., március 29.
- Augusztusz: augusztus 3., augusztus 8.
- Aura: július 19., december 2.
- Aurea: július 19.
- Aurél: január 15., július 15., július 20., július 27., október 5., december 2.
- Aurélia: július 19., október 4., október 15., október 16., december 2.
- Aurélián: június 16., október 20.
- Auróra: október 4., október 15., október 16.
- Avarka: november 5.
- Avenár: július 30.
- Axel: március 2., szeptember 2.
- Azálea: december 24.
- Azár: március 20., december 16.
- Azucséna: április 7., július 30.
- Azurea: június 19.

## B
- Baba: régi magyar női név
- Babett: július 4.
- Babetta: július 4.
- Babiána: december 4.
- Babita: december 4.
- Babócsa: régi magyar férfinév
- Bábolna: régi magyar női név
- Babót: régi magyar férfinév
- Bács: január 10., június 10., november 12., december 5.
- Bacsa
- Bacskó
- Bacsó: január 10., június 10., november 12., december 5.
- Bagamér: február 8., november 8.
- Bagita: május 25.
- Bágyon: régi magyar férfinév
- Baja
- Baján: április 24., december 20.
- Bajcsa: április 24., december 20.
- Bajka  (április 24., december 20.)
- Bajnok: március 4., június 24.
- Bájos: régi magyar női név
- Bajzát: régi magyar férfinév
- Bakács: október 7.
- Bakóca
- Baksa: március 29., október 7.
- Bakta: március 29., október 7.
- Balabán: március 23., május 20.
- Balajtár: régi magyar férfinév
- Balambér: január 26., február 23., február 27.
- Balán
- Balár: január 24.
- Baláskő
- Balassa: régi magyar férfinév
- Balaton: ősi szkíta-óiráni férfi és női név
- Balázs: február 3.
- Balbina: március 31.
- Balda: február 27.
- Baldemár
- Baldó: február 27.
- Baldvin: április 12., július 15., augusztus 21., október 26.
- Bálint: január 7., február 14., március 16., november 3.
- Balló: június 11.
- Balmaz: február 3.
- Balog: régi magyar férfinév
- Baltazár: január 6., január 11., június 20.
- Balzsam: április 6.
- Bán: február 12., június 5., augusztus 28.
- Bandó: július 7., november 30.
- Bandur: régi magyar férfinév
- Bánk: március 19., március 21., április 16., május 1., július 17.
- Bános: január 24., április 16.
- Barabás: június 11.
- Baracs: március 29.
- Barakon: augusztus 13., augusztus 22.
- Barakony: augusztus 13., augusztus 22.
- Barancs: március 29.
- Barangó: június 11.
- Baranka: január 21.
- Baranya: régi magyar férfinév
- Barbara: december 4.
- Barbarella: december 4.
- Bardó: június 10.
- Barla: régi magyar férfinév
- Barlám: november 19.
- Barna: június 11.
- Barnabás: június 11.
- Barnett
- Barót: július 15., július 16.
- Bars: január 30., július 28.
- Bársonyka: május 25., június 27.
- Barsz: január 30., július 28.
- Barta: augusztus 24.
- Bartal: augusztus 24.
- Bartó: augusztus 24.
- Bartolómeó
- Barton: augusztus 24.
- Bartos: augusztus 24.
- Bartyán: régi magyar férfinév
- Báruk: augusztus 24.
- Báta: régi magyar férfinév
- Batbaján: régi magyar férfinév
- Bató: június 17., július 31., november 2.
- Bátony: január 26.
- Bátor: február 27.
- Batu: június 17., július 31., november 2.
- Batur: régi magyar férfinév
- Batus: június 17., július 31., november 2.
- Baucisz: december 4.
- Bazil: január 1., január 2.
- Bazsó: január 2., október 1.
- Bea: július 29., szeptember 6., június 23.
- Beáta: március 8., március 22., május 9., június 24., június 29., szeptember 6., december 16.
- Beatrice
- Beatrix: január 18., július 29., augusztus 29., október 14.
- Beatus
- Bebóra: április 24., szeptember 15.
- Becegő: régi magyar férfinév
- Becse: április 24., szeptember 30.
- Béda: június 5.
- Bede: régi magyar férfinév
- Bedecs: május 25., október 16.
- Bedeg: régi magyar férfinév
- Bedő: május 25., október 16.
- Bejke: női név
- Begónia: szeptember 7., december 17.
- Béke: június 5.
- Bekény: május 14., július 10., október 7.
- Bekes: május 14., július 10., október 7.
- Békés: május 14., július 10., október 7.
- Bekő: március 21., december 29.
- Béla: április 13., április 23.
- Belár: régi magyar férfinév
- Belend: régi magyar férfinév
- Beléndek: régi magyar férfinév
- Belián: május 13.
- Belinda: augusztus 13.
- Belizár: december 17.
- Bella: augusztus 31., szeptember 1.
- Ben: január 3.
- Benáta: január 4.
- Bence: március 21., július 11., augusztus 23.
- Bende: március 21., április 14., április 16., május 1., július 11.
- Bendegúz: május 7., október 10., március 11.
- Bene: március 21., április 14., április 16., május 1., július 11.
- Benedek: március 21., április 14., április 16., május 1., július 11.
- Benedetta: január 4., augusztus 13., október 8.
- Benedikta: január 4., augusztus 13., október 8.
- Benediktusz: március 21., április 14., április 16., május 1., július 11.
- Beneditta: január 4., augusztus 13., október 8.
- Benett: március 21.
- Béni: március 31.
- Benigna: június 20., november 1.
- Benignusz: február 13., május 1., november 1.
- Benita: január 4., augusztus 13., október 8.
- Benjámin: január 3., március 31.
- Benjamina: március 31.
- Benke: november 1.
- Benkő: január 16.
- Benni
- Bennó: június 16., július 27., augusztus 3.
- Benő: március 31.
- Benvenútó: július 15.
- Bercel: március 29., június 3.
- Bere: augusztus 14.
- Berec: június 3.
- Berend: december 3.
- Berengár: május 26., június 7., október 2., november 26.
- Bereniké: február 4., július 9.
- Berény: október 6., október 15., október 19.
- Berg
- Berger
- Berics: régi magyar férfinév
- Berill: július 26., november 4.
- Beriszló: december 14.
- Berke: régi magyar férfinév
- Berkeny: régi magyar férfinév
- Bernadett: február 18., április 16.
- Bernadetta: február 18., április 16.
- Bernárd: május 20., június 15., július 3., július 24., augusztus 19., augusztus 20., szeptember 28.
- Bernarda: április 16., május 19., május 20.
- Bernardina: április 16., május 19., május 20.
- Bernát: május 20., június 15., július 3., július 24., augusztus 19., augusztus 20., szeptember 28.
- Bernisz
- Bert
- Berta: május 1., július 4., augusztus 6.
- Bertalan: augusztus 24.
- Bertilla: november 5.
- Bertina: szeptember 5.
- Bertold: január 2., február 11., március 29., július 27., november 3., december 14.
- Bertolda: március 29., november 5.
- Berton
- Bertram: január 23., január 24.
- Berzenc: régi magyar férfinév
- Berzence: régi magyar férfinév
- Berzsián: augusztus 24.
- Bese: június 30., október 27.
- Beszded: régi magyar férfinév
- Beszteréd: régi szláv férfinév
- Besztur: régi magyar férfinév
- Béta: november 19.
- Betánia
- Beten: július 27.
- Betsabé: november 19.
- Betta: július 4.
- Betti: július 4.
- Bettina: július 4., augusztus 6., október 8.
- Betty
- Bianka: augusztus 10., december 1.
- Bibiána: december 2.
- Bíbor: április 6.
- Bíbora: április 6.
- Bíboranna: április 6.
- Bíborka: április 6.
- Bicske: régi magyar férfinév
- Bihar: régi magyar férfinév
- Bikács
- Birgit: február 1., július 23., október 8., október 11.
- Biri: december 4.
- Bise: régi magyar férfinév
- Blandina: május 10., május 18., június 2.
- Blanka: augusztus 10., október 25., december 1.
- Blazsena: február 3.
- Blondina: december 1.
- Boá: régi magyar női név
- Boáz: május 22.
- Bocsárd: június 25., október 14.
- Bod: május 28., június 15.
- Bodaj: régi magyar férfinév
- Bodó: január 2., február 2.
- Bódog: január 14., február 21., május 18., június 9., július 7., november 20.
- Bodola: régi magyar férfinév
- Bodomér: december 21.
- Bodony: augusztus 30.
- Bodor: október 4., november 19.
- Bodrog: régi magyar férfinév
- Bodza: május 15.
- Boga: régi magyar férfinév
- Bogáj: régi magyar férfinév
- Bogárka: május 22.
- Bogát: szeptember 15.
- Bogáta: szeptember 15.
- Bogdán: szeptember 2.
- Bogdána: május 22., augusztus 1., augusztus 22.
- Boglár: augusztus 1., augusztus 22.
- Boglárka: augusztus 1.
- Bogumil: június 7.
- Bogyó: régi magyar női név
- Boján: április 24.
- Bojána: április 24.
- Bojta: április 24., december 20.
- Bojtor: régi magyar férfinév
- Bojtorján: április 24., december 20.
- Bokod: régi magyar férfinév
- Bokor
- Bolda: augusztus 29.
- Boldizsár: január 6.
- Boleszláv: december 14.
- Bolivár: február 18.
- Bolyk: október 12., december 1.
- Bonaventúra: július 14., július 15.
- Bongor: régi magyar férfinév
- Bonifác: április 24., május 14., június 5., október 25., december 19.
- Bónis: április 24., május 14., június 5., október 25., december 19.
- Bonita: december 1.
- Bonják: régi magyar női név
- Bonnie: december 1., december 4.
- Bora: december 4.
- Bóra: december 4.
- Borbála: december 4.
- Borbás: február 19.
- Borbolya: március 11.
- Bori: december 4.
- Boris: december 4.
- Boriska: december 4.
- Borisz: május 2., július 24., szeptember 15.
- Borka: december 4.
- Borocs: május 2., július 24., szeptember 15.
- Boróka: december 4.
- Borostyán: március 11.
- Boroszló: december 14.
- Borota: régi magyar férfinév
- Bors: január 12., március 11.
- Borsa: január 12., március 11.
- Borsika: március 11.
- Borsod: régi magyar férfinév
- Bóta
- Botár: január 27.
- Botond: május 16., július 28.
- Bottyán: január 25.
- Burzán
- Bozdurgán: régi magyar férfinév
- Bozsena: február 11.
- Bozsidár: november 9.
- Bozsó: november 9.
- Bozsóka: július 15., november 9.
- Bökény: december 29.
- Bölcs
- Bölöjte: régi magyar férfinév
- Bölömbér
- Böngér: május 12.
- Börzsöny: régi magyar férfinév
- Bösztör: régi magyar férfinév
- Brendon: július 7., november 20.
- Brigitta: február 1., október 8., október 11.
- Bronzon
- Brunhilda: november 17.
- Brúnó: február 2., február 14., május 17., október 6., október 11.
- Brútusz: február 2., március 4.
- Brünhild: november 17.
- Buda: február 19., április 3., május 19.
- Budamér: február 19.
- Búga: régi magyar férfinév
- Buják: régi magyar férfinév
- Bulcsú: április 28., május 4., június 4., november 13., december 12.
- Bungics: régi magyar férfinév
- Burcse: szeptember 15.: török eredetű női név
- Burzán: régi magyar férfinév
- Busa: régi magyar férfinév
- Buzád: április 30., október 14., december 8.
- Buzát: április 30., október 14., december 8.
- Búzavirág: régi magyar női név
- Büszke: régi magyar női név

## C
- Cecil: április 16.
- Cecília: június 3., november 22.
- Cecilián: április 16., június 3.
- Candy:
- Cecilla: november 22.
- Cegőke: régi magyar női név
- Celerina: február 3.
- Celeszta: április 6., május 19.
- Celesztin: április 6., május 19., július 27.
- Celesztina: április 6., május 19., július 27., augusztus 14., október 14.
- Célia: június 3., november 22.
- Celina: július 17., október 11., október 21.
- Cene: régi magyar férfinév
- Cettina: július 17., október 11., október 21.
- Cézár: január 12., február 25., március 25., április 15., augusztus 27., augusztus 29., szeptember 25.
- Cezarin: január 12.
- Cezarina: január 12.
- Cicelle: június 3., november 22.
- Ciceró: február 9.
- Cika: régi magyar női név
- Ciklámen: november 26., december 4., december 5.
- Cikó: régi magyar férfinév
- Cilla: június 3., november 22.
- Cinella: február 1., június 12.
- Cinka: régi magyar női név
- Cinke: régi magyar női név
- Cinna: február 1., június 12.
- Cinnia: február 1., június 12.
- Cintia: január 22., június 6., október 20.
- Cipora: július 5., szeptember 26.
- Cippóra: július 5., szeptember 26.
- Ciprián: szeptember 16., szeptember 26.
- Cipriána: július 5., szeptember 26.
- Ciprienn: július 5., szeptember 26.
- Cirill: február 9., március 18., március 29., július 7., július 17.
- Cirilla: július 5., július 7., október 28.
- Cirják: március 16., augusztus 8.
- Cirjék: március 16., augusztus 8.
- Círus: január 31., június 16., június 28.
- Citta: január 22., június 6., október 20.
- Cobor: régi magyar férfinév

## Cs
- Csáb: régi magyar női név
- Csaba: április 12., július 6., október 6., december 5.
- Csaga: régi magyar női név
- Csák: március 20., október 11.
- Csala: régi magyar férfinév
- Csanád: április 12., május 28., szeptember 6., december 5.
- Csát: április 6.
- Csatád: május 25., július 8.
- Csatár: július 8., július 29.
- Csató: július 8.
- Csedő: régi magyar férfinév
- Csege: július 15.
- Csegő: július 15.
- Csejte: régi magyar férfinév
- Cseke: augusztus 26., október 31.
- Csekő: augusztus 26., október 31.
- Csele: régi magyar férfinév
- Csellőke: régi magyar női név
- Cseme: régi magyar férfinév
- Csende: július 11., november 18.
- Csendike: július 11., november 18.
- Csenge: február 4., július 24.
- Csengele: február 4., július 24.
- Csenger: november 7.
- Csente: régi magyar férfinév
- Csépán: augusztus 16., szeptember 2.
- Csepel: május 24., december 12.
- Cseperke: március 1., augusztus 7.
- Csepke: március 1., augusztus 7.
- Csere: régi magyar férfinév
- Cserjén: október 25.
- Cserne: május 10.
- Csete: régi magyar férfinév
- Csikó: január 31., május 10.
- Csílár: régi magyar női név
- Csilla: március 22., április 22., június 2., augusztus 10., november 22.
- Csillag: március 22., augusztus 10.
- Csillavér: régi magyar női név
- Csinos: régi magyar női név
- Csinszka: február 3., december 6.
- Csiperke: március 1.
- Csitki: régi magyar férfinév
- Csobád: április 12., április 24., július 6., október 6., december 5.
- Csobaj: régi magyar férfinév
- Csobán: augusztus 6., szeptember 3., szeptember 8.
- Csobánka: augusztus 6.
- Csobilla: augusztus 6.
- Csobor: régi magyar férfinév
- Csolt: március 8., március 13.
- Csoma: január 1., április 9.
- Csombor: január 1., április 9.
- Csomor: január 1., április 9.
- Csongor: január 13., április 16., április 17.
- Csorna: régi magyar férfinév
- Csögle: régi magyar női név
- Csömödér: régi magyar férfinév
- Csömör: régi magyar férfinév
- Csönge: régi magyar férfinév
- Csöpi
- Csöre: november 19.
- Csörke
- Csörsz: január 31., május 10.

## D
- Dabas: régi magyar férfinév
- Dafna: október 25.
- Dafné: október 25.
- Dagobert: december 23.
- Dagomér: december 23.
- Dakó: március 1., június 26., december 29., december 30.
- Dalamér: régi magyar női név
- Dalbert: december 23.
- Dalia: január 5., június 27.
- Dália: október 25.
- Dalibor: július 25.
- Dalida: július 21.
- Dallasz
- Dalló: régi magyar női név
- Dalma: május 7., május 12., július 12., december 5.
- Dalton: január 5., június 27.
- Damarisz: október 4.
- Damasa: régi magyar férfinév
- Damáz: december 11.
- Damján: szeptember 26., szeptember 27.
- Damos: szeptember 26., szeptember 27.
- Dana: július 21.
- Dancs: régi magyar férfinév
- Dániel: január 16., február 16., július 21., július 24., október 10., november 23., december 11.
- Daniéla: július 21.
- Daniella: július 21.
- Danila: július 21.
- Daniló: február 16., július 21., július 24., október 10., november 23., december 11.
- Dános: február 16., július 21., július 24., október 10., november 23., december 11.
- Dante
- Danub: régi magyar férfinév
- Danuta: július 21.
- Dára: február 24., október 25., december 31.
- Dária: október 25.
- Darina: február 24., december 31.
- Darinka: február 24., december 31.
- Dárió: október 25., december 19.
- Dárius: október 25., december 19.
- Darrell: február 16., július 21., szeptember 26.
- Darvas: régi magyar férfinév
- Dávid: március 1., december 29., december 30.
- Dea: június 20., július 31.
- Debóra: április 24., szeptember 15.
- Décse: február 25., február 26., május 8., augusztus 6.
- Dédes: régi magyar férfinév
- Dejtár
- Dejte: április 20.
- Delani
- Deláni
- Delbár
- Délceg: régi magyar férfinév
- Dele: régi magyar női név
- Deli: január 5., június 27.
- Délia: január 22., június 6., október 20.
- Délibáb: augusztus 25., december 24.
- Delila: december 9.
- Delinke: november 10.
- Delmár
- Deme: október 8., október 26.
- Demény: április 28., szeptember 26., szeptember 27.
- Demeter: október 8., október 26.
- Demetria: június 21.
- Demjén: szeptember 26., szeptember 27.
- Dénes: április 6., április 8., október 9., december 2., december 26., december 30.
- Dengizék: régi magyar férfinév
- Dengizik: régi magyar férfinév
- Deniel: július 21.
- Denissza: május 15., december 6.
- Deniza: május 15., december 6.
- Denton: szeptember 26., szeptember 27.
- Denver: május 21., július 1.
- Deodát: június 19., június 20., június 26., november 8.
- Deodáta: június 20., július 31.
- Derengő: női név, újabb keletű névalkotás
- Ders: március 25., december 14.
- Dersike
- Derzs: március 25., december 14.
- Dés: május 23., december 18.
- Detre: július 1., július 9., augusztus 24., december 15.
- Detti: február 18., április 16.
- Deva: július 8.
- Déva: régi magyar férfinév
- Dévald: május 21., július 1.
- Devecser: régi magyar férfinév
- Dezdemóna: június 18., november 28.
- Dézi: május 23.
- Dezideráta: május 8.
- Dezmér: régi magyar férfinév
- Dezsér: február 11., május 23., május 30., november 15., december 15., december 18.
- Dezsider: február 11., május 23., május 30., november 15., december 15., december 18.
- Dezső: február 11., május 23., május 30., november 15., december 15., december 18.
- Diána: június 9., június 10., szeptember 18.
- Dienes: április 6., április 8., október 9., november 17., december 2., december 26., december 30.
- Diké: október 1.
- Dimitrij
- Dina: június 20., augusztus 12.
- Dioméd: március 29., augusztus 16., szeptember 11.
- Dionízia: május 15., október 9., december 6.
- Ditmár: január 2., május 17.
- Ditta: május 6., május 30., június 29., szeptember 16.
- Ditte: február 6., szeptember 16.
- Dizavul: régi magyar férfinév
- Dobogó: régi magyar férfinév
- Doboka: régi magyar férfinév
- Dókus: március 1., június 26., december 29., december 30.
- Dolli: február 6.
- Dolóresz: június 18., szeptember 15.
- Doloróza: június 18., szeptember 15.
- Domán: március 9., március 12., augusztus 8., december 27.
- Domicella: május 12.
- Domicián: május 7.
- Dominik: március 9., augusztus 4., augusztus 8., október 14.
- Dominika: július 6., augusztus 4.
- Dominka: július 6., augusztus 4.
- Domitilla: május 7., május 12.
- Domokos: március 9., augusztus 4., augusztus 8., október 14.
- Domonkos: március 9., augusztus 4., augusztus 8., október 14.
- Domos: március 9., augusztus 4., augusztus 8., október 14.
- Donald: február 9., július 7.
- Donát: február 17., július 7., augusztus 7.
- Donáta: július 7., július 17., december 31.
- Donatella: július 30., augusztus 7.
- Donátó: február 17., július 7., augusztus 7.
- Donna: július 30.
- Dóra: február 6.
- Dórabella: február 6., augusztus 31.
- Doren: február 6., szeptember 2.
- Dorián: január 22., szeptember 19.
- Dorina: szeptember 2.
- Dorinka: február 6., szeptember 2.
- Dorisz: április 28.
- Dorit: február 6.
- Dorka: február 6.
- Dorkás: február 6.
- Dormán: január 22., november 30.
- Dormánd
- Dormánka: Dormán női párja
- Dorog: régi magyar férfinév
- Dorotea: február 6.
- Doroti: február 6.
- Dorottya: február 6.
- Dorozsma: régi magyar férfinév
- Dózsa: március 1., június 26., december 29., december 30.
- Döme: augusztus 4., szeptember 27., október 25.
- Dömjén: szeptember 26., szeptember 27.
- Dömös: augusztus 4., szeptember 27., október 25.
- Dömötör: április 9., október 8., október 26.
- Döníz: május 15.
- Dudán: régi magyar férfinév
- Dudar: régi magyar férfinév
- Dukász: május 19.
- Dulcinea: május 13., augusztus 11.
- Dumáta: március 26., április 9., szeptember 7.
- Dusán: március 26., április 9., szeptember 7.
- Dusánka: március 26., április 9., szeptember 7.
- Dzamilla: május 30.

## Dzs
- Dzsamila: május 30.
- Dzsenet: május 30.
- Dzsenifer: január 3., január 22. , március 10.
- Dzsenna: január 3., május 30.
- Dzsenni: január 3., május 30.
- Dzsesszika: július 17.
- Dzsulietta: július 21.
- Dzsingiz: mongol eredetű férfinév

## E, É
- Ében: január 5., március 10., március 18., október 13., november 17., december 1.
- Ébenézer
- Ebes: régi magyar férfinév
- Ecseg: régi magyar férfinév
- Ecsellő: régi magyar férfinév
- Ecsembő: régi magyar női név
- Ecser: régi magyar férfinév
- Écska: régi magyar női név
- Éda: december 13.
- Edbert: március 12., április 24.
- Edda: december 13.
- Ede: január 5., március 10., március 18., október 13., november 17., december 1.
- Edekon: régi magyar férfinév
- Édel
- Edelény: régi magyar férfinév
- Édelmár
- Éden: héber eredtű férfinév
- Edentina: február 26.
- Edgár: július 8., szeptember 10., október 13.
- Edina: február 26.
- Edit: szeptember 16.
- Edizon
- Edmond: november 16., november 20.
- Edmunda: november 16., november 20.
- Edna: február 26.
- Edő: régi magyar női név
- Edömér: január 14., február 24.
- Édua: március 10., május 9., június 23.
- Eduárd: március 18., október 13.
- Edvárd: március 18., október 13.
- Edvarda: március 18., október 13.
- Edvin: október 4., október 12.
- Edvina: október 4., október 12.
- Effi: február 8.
- Efraim: január 28., február 1., június 9., június 18.
- Egbert: március 12., április 24.
- Egberta: április 24.
- Egmont: április 24.
- Egon: április 23., április 24., július 15., szeptember 1.
- Egyed: február 17., március 13., április 23., szeptember 1.
- Eija: február 19.
- Ékes: régi magyar női név
- Ekese: régi magyar férfinév
- Elbilge: régi magyar női név
- Eldon
- Eldvin
- Eleazár
- Elek: január 12., február 11., február 17., július 17.
- Elektra: március 15., május 26.
- Elemér: február 20., február 28., augusztus 25., augusztus 28., október 9.
- Elen: július 31., augusztus 13., augusztus 18.
- Elena: július 31., augusztus 13., augusztus 18.
- Eleni: július 31., augusztus 13., augusztus 18.
- Eleonóra: február 21., július 9., július 11., július 12.
- Élesd: régi magyar férfinév
- Életke: november 4.
- Elfrida: február 8., augusztus 2.
- Elga: június 8., július 11., szeptember 11.
- Éli
- Eliána: február 16., július 20.
- Éliás: február 16., július 20., augusztus 20.
- Eliél: február 16., július 20., augusztus 20.
- Elígiusz: december 1.
- Elihu
- Elin: július 31., augusztus 13., augusztus 18.
- Elina: július 21.
- Eliot: február 16., július 20., augusztus 20.
- Eliz: május 6., június 18.
- Eliza: február 19., május 24.
- Elizabet: február 19.
- Elizeus: június 14.
- Elke: február 5., december 16.
- Ella: február 10., február 13., március 24., szeptember 2.
- Ellák: január 5., június 8., július 8.
- Ellek: régi magyar férfinév
- Elli: február 10., február 13., március 24., szeptember 2.
- Ellina: január 7., november 4.
- Elma: május 4., július 10.
- Elmár: május 29.
- Elmira: március 9., május 28., augusztus 25.
- Elmó: július 29.
- Előd: június 9., július 1., október 22., december 26.
- Elton: február 16., július 20., augusztus 20.
- Elvira: február 10., március 6., március 9.
- Elvő: régi magyar női név
- Elza: december 1., december 13.
- Emánuel: március 26.
- Emanuéla: március 26.
- Emerencia: január 23.
- Emerika
- Emerita: szeptember 14., szeptember 22., december 4.
- Emerka: január 23.
- Emese: január 23., július 5.
- Emil: március 10., május 22., május 28., szeptember 11., november 12.
- Emili: január 5., július 19., szeptember 19.
- Emília: január 5., július 19., szeptember 19.
- Emilián: március 10., szeptember 11., november 12.
- Emiliána: január 5., május 19., június 30., augusztus 17., november 20.
- Emma: április 19., június 29., november 24., november 25.
- Emmi: április 19., június 29., november 24., november 25.
- Emő: március 23., december 8.
- Emőd: február 17., augusztus 5., augusztus 9., augusztus 13.
- Emőke: március 23., december 8.
- Emse: régi magyar női név
- Enciána: június 9.
- Endre: július 17., november 30.
- Ené: november 13.
- Éne: november 13.
- Éneás: február 27., október 30., november 7.
- Enéh: november 13.
- Enese: november 13.
- Enet: november 13.
- Engelbert: július 10., november 7.
- Engelhard: március 12.
- Enid: augusztus 13., december 1., december 13.
- Enikő: április 16., szeptember 15.
- Eni: április 16., szeptember 15., december 2.
- Encsi: április 16., szeptember 15., december 2.
- Enna: szeptember 8.
- Énok: június 7.
- Énók: június 7.
- Énos
- Enőke: szeptember 15.
- Enzó: július 21., augusztus 10., szeptember 5.
- Eörs
- Eperke: július 8., július 19.
- Epifánia: január 6., január 21.
- Eponin: február 16., szeptember 20.
- Erátó: február 12., december 10.
- Erazmus: június 2.
- Erhard: január 8., április 9.
- Erik: január 24., február 9., május 18., augusztus 21., szeptember 10.
- Erika: január 24., február 9., május 18., augusztus 21., augusztus 31., szeptember 10.
- Erina: június 28.
- Ermelinda: október 29.
- Ermin
- Erna: január 12., május 5., augusztus 29.
- Ernák: március 25.
- Ernella: január 12., május 5., augusztus 29.
- Erneszt: január 12., július 12., július 13., november 7.
- Erneszta: január 12., augusztus 29.
- Ernesztin: január 12., augusztus 29.
- Ernesztina: január 12., augusztus 29.
- Ernő: január 12., július 12., július 13., november 7.
- Ernye: március 25.
- Erős: február 9., május 18.
- Ervin: április 25., április 26., december 24.
- Ervina: április 25., április 26.
- Ervínia: április 25., április 26.
- Erzsébet: július 4., július 8., augusztus 24., november 14., november 19., november 25., december 1.
- Eső
- Estella: június 14., június 15., június 19.
- Estilla: július 8., július 15.
- Eszmeralda: március 16., augusztus 8.
- Esztár: régi magyar férfinév
- Esztellia: július 14., július 15., július 19.
- Eszténa: július 15., július 19.
- Eszter: május 24., július 8.
- Esztora: régi magyar női név
- Eta: január 29., február 5., június 11., június 12., december 16.
- Ete: augusztus 1., augusztus 17.
- Etel: február 24.
- Etele: január 7., március 10., június 2., október 5.
- Etelka: január 29., február 5., június 11., június 12., október 8., december 16.
- Etelke
- Etil: régi magyar férfinév
- Etre: március 10., június 2.
- Eudoxia: március 1., szeptember 16.
- Eufémia: június 18., június 27., szeptember 16.
- Eufrozina: január 1., szeptember 25.
- Eugén: június 2., július 8., november 13., december 20.
- Eugénia: szeptember 16., december 25.
- Eulália: február 12., december 10.
- Eunika: február 24.
- Euniké: február 24.
- Euridiké: október 1.
- Euszták: április 14., szeptember 20.
- Eutim: január 20.
- Eutímia: május 3.
- Euzébia: március 16., október 29., december 16.
- Éva: december 24.
- Évald: július 7.
- Evangelina: május 26., december 24.
- Evariszt: október 26.
- Evelin: május 26.
- Evelina
- Everard: április 25.
- Evetke: május 6.
- Evica: december 24.
- Evila: december 24.
- Evita: december 24.
- Evódia: június 18.
- Ezékiás
- Ezékiel: április 10., április 19.
- Ezra
- Ézsaiás: július 6.
- Ézsau

## F
- Fabia: január 20., június 20.
- Fábián: január 20.
- Fabiána: január 20., június 20.
- Fábió: május 11., május 17., július 31.
- Fabióla: december 27., június 20.
- Fábiusz: május 11., május 17., július 31.
- Fabó: január 20., május 17.
- Fabrícia: december 27.
- Fabríció: május 11., július 31.
- Fabrícius: május 11., július 31.
- Fabríciusz: május 11., július 31.
- Fajsz: augusztus 23., szeptember 1., október 31.
- Fakó: régi magyar férfinév
- Falics: régi magyar férfinév
- Fáncsi
- Fáncsika
- Fáni: január 2., január 16., március 9., október 30.
- Fanni: január 2., január 16., március 9., október 30.
- Faragó: régi magyar férfinév
- Farkas: augusztus 23., szeptember 1., október 31.
- Fáta: február 23.
- Fatima: május 13., június 4., június 5., október 13.
- Fatime: május 13., június 4., június 5., október 13.
- Fausztia: január 18., február 15., július 9.
- Fausztina: január 18., február 15., július 9.
- Fausztusz: február 15.
- Federika: május 6., szeptember 20., október 19.
- Fedor: július 12., november 9.
- Fedóra: április 28.
- Fédra: május 1., július 4., szeptember 2.
- Fehéra: május 9., december 16.
- Fehérke: május 9., december 16.
- Fejes: régi magyar férfinév
- Felda: május 1., július 4., szeptember 2.
- Felhőcske: női név, újabb keletű névalkotás
- Felícia: május 20., július 6., szeptember 30.
- Felicián: június 9.
- Feliciána: június 9., június 20.
- Felicita: március 6., november 23.
- Felicitás: március 6., november 23.
- Felicitász: március 6., november 23.
- Félix: január 14., május 18., május 30., június 9., július 7., július 9., július 11., július 12., július 29., augusztus 30., szeptember 11., november 20.
- Fencse: régi magyar férfinév
- Feodóra: április 28.
- Ferdinánd: május 30., június 5., október 19.
- Ferdinanda: május 30.
- Ferenc: január 24., január 29., április 2., május 11., június 4., június 16., július 14., október 4., október 10., december 3.
- Fernanda: május 30.
- Fernandó: május 30., június 5., október 19.
- Fiametta: február 1., május 22.
- Fianna
- Fidél: április 24.
- Fidélia: április 24.
- Fifi
- Filadelfia: január 3., május 10.
- Filemon: március 8., november 22.
- Filibert: augusztus 20.
- Filip: február 16., május 1., május 11., május 26., június 6., augusztus 23., szeptember 20.
- Filippa: február 16., szeptember 20.
- Fillisz: június 21.
- Filoméla: augusztus 11., november 29.
- Filomén: augusztus 11.
- Filoména: augusztus 11., november 29.
- Filotea: november 5., december 9.
- Finta: régi magyar férfinév
- Fióna: augusztus 11.
- Fiorella: július 29.
- Fioretta: július 29.
- Firéne: régi magyar női név
- Firmin
- Firtos: régi magyar női név
- Firtoska: régi magyar női név
- Flamina: október 5.
- Flanna: október 5.
- Flávia: október 5.
- Flavián: február 18., december 22.
- Flávió: február 18., december 22.
- Fláviusz: február 18., december 22.
- Flóra: július 29., november 24.
- Floransz: június 20., szeptember 27., november 10.
- Florencia: június 20., szeptember 27., november 10.
- Florentin: szeptember 27., november 7.
- Florentina: június 20., szeptember 27., november 10.
- Flórián: május 4.
- Florianna: május 1., május 4.
- Florica: július 29., november 24.
- Florin: május 4.
- Florina: május 1., május 4.
- Florinda: július 29., november 4.
- Flóris: május 4.
- Fodor: augusztus 1., szeptember 2., október 4., október 25.
- Foksán: régi magyar férfinév
- Folkus: június 17., július 20.
- Fondor: régi magyar férfinév
- Fóris: május 4.
- Fortuna: április 23.
- Fortunát: június 1., július 12.
- Fortunáta: április 23.
- Főbe: június 9., június 10., szeptember 18.
- Franciska: március 9., augusztus 21.
- Frank: október 4.
- Franszisz
- Frederik: március 3., július 18.
- Fremont: október 4.
- Frida: május 6., szeptember 20., október 19.
- Friderika: május 6., szeptember 20., október 19.
- Fridolin: március 6.
- Frigyes: március 3., július 18.
- Frodó: március 6.
- Fruzsina: január 1.
- Fulvia: április 10., október 5.
- Füleg: régi magyar férfinév
- Fülöp: február 16., május 1., május 11., május 26., június 6., augusztus 23., szeptember 20.
- Fürge: régi magyar férfinév
- Fürtike: május 15.
- Füvellő: régi magyar női név
- Füzike: február 13.

## G
- Gábor: február 27., március 24., szeptember 29.
- Gabos: február 27., március 24., szeptember 29.
- Gábriel: február 27., március 24., szeptember 29.
- Gabriella: február 4., március 24., szeptember 29., december 12.
- Gajána: január 19., július 27.
- Gál: október 16.
- Galamb: május 20., szeptember 17.
- Galatea: április 19., augusztus 1.
- Galga: régi magyar férfinév
- Gália: május 7.
- Galina: október 5., október 11.
- Gallusz: október 16.
- Gálos: október 16.
- Gamáliel: január 31., június 2., szeptember 16.
- Gara: február 6., szeptember 9.
- Gardénia: május 10., december 9.
- Garfield: április 19., október 7.
- Garibald
- Gáspár: január 5., január 6., augusztus 27., december 28., december 29.
- Gaszton: április 24.
- Gazella
- Gazsó: január 5., január 6., augusztus 27., december 28., december 29.
- Gécsa: február 25., február 26., május 8., augusztus 6.
- Géda: régi magyar női név
- Gede: március 28., szeptember 1., október 10.
- Gedeon: március 28., szeptember 1., október 10.
- Gedő: március 28., szeptember 1., október 10.
- Gejza: május 8.
- Géla: régi magyar női név
- Geláz
- Gelej: régi magyar férfinév
- Gellén: július 8., november 13.
- Gellért: január 30., április 23., május 13., szeptember 24., október 16.
- Gelse: régi magyar férfinév
- Gemella: június 2., december 10.
- Geminián: január 31., június 2., szeptember 16.
- Gemma: április 11., május 12., május 14., június 20.
- Génia: szeptember 16., december 25.
- Genovéva: január 3.
- Georgina: február 15., december 9.
- Geraszim: március 5.
- Gerda: január 30., május 13., augusztus 13., szeptember 24.
- Geréb: március 16.
- Gereben: március 16.
- Gergely: január 2., február 13., március 9., március 12., március 21., május 9., május 25., szeptember 3.,november 17.
- Gergő: november 17.
- Gerhárd: január 30., április 23., május 13., szeptember 24., október 16.
- Gerjén: október 9.
- Gerle: március 29., május 20.
- Germán: február 21., május 7., május 12., május 28., július 31., október 11.
- Gerold: április 19., október 7.
- Gerő: január 2., február 13., március 9., március 12., március 21., május 9., május 25., november 17.
- Gertrúd: március 17., augusztus 13., október 3., november 16., november 17.
- Gerváz: június 19.
- Gerzson: február 22., július 12.
- Géza: február 25., február 26., május 8., augusztus 6.
- Gibárt: június 15., augusztus 27.
- Gida: március 28., szeptember 1., október 10.
- Gideon
- Gidula: régi magyar női név
- Gilbert: február 4., június 6., október 24.
- Gilberta: október 24.
- Gilda: április 19., szeptember 1.
- Gilgames: október 24.
- Gillike: régi magyar női név
- Gílvád: régi magyar női név
- Gina: február 15., december 9.
- Girót: április 19., október 7.
- Giszmunda: szeptember 24.
- Gitta: február 1., június 10., október 8.
- Giza: május 7.
- Gizella: május 7.
- Glenda: április 11., május 13.
- Glenn: március 28., szeptember 1., október 10.
- Glenna: április 11., május 13.
- Gliczéria
- Glória: április 11., május 13.
- Gobert: január 26.
- Godiva: április 11.
- Godó: január 16., május 26.
- Godvin: május 24.
- Góg: régi magyar férfinév
- Golda: július 19., október 4.
- Goldi: július 19., október 4.
- Goldina: július 19., október 4.
- Gorda: régi magyar férfinév
- Gordána: május 10.
- Gordon: május 10.
- Gorgiás: szeptember 9.
- Gotárd: május 4., május 5.
- Gotfrid: január 13., január 14., január 16., július 9., november 8.
- Gothárd: május 4., május 5.
- Gotlíb: március 6., június 7.
- Göcöl: régi magyar férfinév
- Gőde: régi magyar férfinév
- Gömör: régi magyar férfinév
- Grácia: június 13., augusztus 21.
- Gracián: június 1., december 18.
- Graciána: június 1., december 18.
- Graciella: június 1., december 18.
- Gregor
- Gregori
- Gregoria
- Gréta: június 10.
- Gréte: ., február 22., június 10.
- Grétea: január 28., február 22.
- Grizelda: szeptember 24.
- Grizeldisz: szeptember 24.
- Gujdó: január 12., január 15., március 30., március 31., május 11., szeptember 12.
- Gunda: március 3.
- Gusztáv: január 16., április 14., augusztus 1., augusztus 2., augusztus 8.
- Gusztin
- Günter: október 9.
- Gvendolin: január 3.

## Gy
- Gyárfás: június 19., július 6.
- Gyarmat: régi türk-magyar férfinév, eredetileg "yormuth", jelentése: "fáradhatatlan"
- Gyécsa: február 25., február 26., május 8., augusztus 6.
- Gyémánt: július 19., október 4.
- Gyenes: december 2.
- Gyoma: október 20.
- Gyopár: március 1., december 6.
- Gyopárka: március 1., december 6.
- Gyömrő: régi magyar férfinév
- Gyöngy: január 18., május 12., május 14.
- Gyöngyi: május 5., október 23.
- Gyöngyike: május 14., október 23.
- Gyöngyös: régi magyar női név
- Gyöngyvér: január 3., január 8., május 26., október 23.
- Gyöngyvirág: április 24., május 12., május 14.
- Gyönyörű: női név, újabb keletű névalkotás
- Győr: régi magyar férfinév
- Györe: február 15., február 21., március 9., március 12., április 23., április 24., május 5., május 9., május 25., július 27., november 17., december 9.
- György: február 15., február 21., március 9., március 12., április 23., április 24., május 5., május 9., május 25., július 27., november 17., december 9.
- Györgyi: február 15., április 24., május 5., december 9.
- Györgyike: február 15., április 24., május 5., december 9.
- Győrinke: magyar eredetű női név
- Györk: február 15., február 21., március 9., március 12., április 23., április 24., május 5., május 9., május 25., július 27., november 17., december 9.
- Györke: február 15., február 21., március 9., március 12., április 23., április 24., május 5., május 9., május 25., július 27., november 17., december 9.
- Györkön: régi magyar férfinév
- Győző: február 26., május 8., július 28., november 3.
- Gyula: január 28., április 12., május 27., június 28., július 1.
- Gyulánka: régi magyar női név

## H
- Habilán: április 10.
- Hadúr: július 3.
- Hágár: augusztus 9., december 4.
- Hajmás: régi magyar férfinév
- Hajna: július 9., augusztus 21., október 10.
- Hajnácska: április 25., november 15.
- Hajnal: március 27., június 19., október 4.
- Hajnalka: március 27., június 19., október 4., január 3.
- Hajő: régi magyar férfinév
- Haláp: régi magyar férfinév
- Hali: régi magyar női név
- Hamilkár: november 12.
- Hamilton: november 12.
- Hamlet: március 16.
- Hanga: február 9., május 18., augusztus 31.
- Hanka: május 24.
- Hanna: május 20., május 24., május 30.
- Hannadóra: március 28., május 20., május 30.
- Hannaliza: március 28., május 20., május 30.
- Hannaróza: március 28., május 20., május 30.
- Hannibál: május 16.
- Hannó: augusztus 13.
- Hanzár: régi magyar férfinév
- Harald: október 24.
- Haralda: augusztus 3., december 18.
- Harga: régi magyar női név
- Hargita: augusztus 5.
- Harim: február 10.
- Harkány: szeptember 6.
- Hárkány: szeptember 6.
- Harlám: február 10.
- Harmat: augusztus 3., december 18.
- Harmatka: augusztus 3., december 18.
- Harri: március 2., július 13.
- Harriet: január 25., március 2., március 16.
- Hartvig: június 14., augusztus 8.
- Hasszán: február 23.
- Havaska: augusztus 5.
- Hedda: február 24., július 18., október 15.
- Hédi: február 24., július 18., október 15., október 16., október 17.
- Hedvig: február 24., július 18., október 15., október 16., október 17.
- Heidi: február 5., december 16.
- Hektor: június 28.
- Héla: április 23.
- Helén: július 21.
- Heléna: július 31.
- Helga: július 11., október 3.
- Heliodor: június 3., október 3.
- Héliosz: június 3.
- Helka: július 11.
- Hella: április 23., május 27., július 31., október 14.
- Helma: június 8., július 11., szeptember 11.
- Helmut: március 16.
- Helza: június 8., július 11., szeptember 11.
- Hendrik: január 16., január 25., március 2., március 16., július 13., július 15.
- Henni
- Henriett: január 25., március 2., március 16., július 13.
- Henrietta: január 25., március 2., március 16., július 13.
- Henrik: január 16., január 25., március 2., március 16., július 13., július 15.
- Héra: június 24.
- Herald: október 24.
- Herbert: március 16.
- Herkules: július 14.
- Herman: április 7.
- Hermész: augusztus 28.
- Hermia: augusztus 28.
- Hermiás: június 28.
- Hermina: január 3., április 13., április 18., augusztus 3., december 24.
- Hermiusz: június 28.
- Hernád: régi magyar férfinév
- Herold: október 24.
- Herta: június 14.
- Hetény: augusztus 17., szeptember 15.
- Hiacinta: január 30.
- Hiador: július 3., október 3.
- Hilár: január 14., március 16., augusztus 12., október 21.
- Hilária: augusztus 12.
- Hilárion: január 14., március 16., augusztus 12., október 21.
- Hiláriusz: január 14., március 16., augusztus 12., október 21.
- Hilda: április 30., augusztus 12., szeptember 3., november 17.
- Hildegárd: szeptember 17.
- Hildelita: április 30., augusztus 12., szeptember 3.
- Hilka: november 17., november 27.
- Hilmár: január 13.
- Himes: régi magyar női név
- Hippia: augusztus 13.
- Hippolit: augusztus 13.
- Hippolita: augusztus 13.
- Hirám: január 13.
- Hizellő: régi magyar női név
- Hódos: november 8.
- Hófehérke: május 9., augusztus 5., december 16.
- Hohat: régi magyar férfinév
- Holda: április 30., július 11.
- Holló: február 4.
- Homora: régi magyar férfinév
- Honóra: szeptember 10., szeptember 30.
- Honorát: január 16.
- Honoráta: január 11., április 5.
- Honorátusz: január 16.
- Honória: szeptember 10., szeptember 30.
- Honorina: szeptember 10., szeptember 30.
- Honóriusz: január 16., április 24., szeptember 30.
- Hont: január 9., október 11., október 20.
- Horác: május 3.
- Horácia: június 22.
- Horka: szeptember 6.
- Hortenzia: június 1., november 17.
- Hóvirág: március 21., április 3.
- Hős: magyar eredetű férfinév
- Hövej: régi magyar férfinév
- Huba: augusztus 19., november 14.
- Hubert: március 20., november 3.
- Huberta: március 20., november 3.
- Hubertusz: március 20., november 3.
- Hugó: április 1., április 29., július 27.
- Hulda: április 30., június 8., július 11.
- Hulpa: régi magyar férfinév
- Humbert: március 25.
- Hunor: április 24., április 30., szeptember 10., szeptember 30., december 30.
- Hunorka
- Hurtobe: régi magyar férfinév
- Hülek: régi magyar férfinév
- Hümér: április 24., november 12.

## I, Í
- Ibla: régi magyar női név
- Iboly
- Ibolya: augusztus 7., augusztus 13., szeptember 12.
- Ibrahim: június 15., augusztus 16., október 9.
- Ibrány: október 9.
- Ida: március 13., április 13., május 6., szeptember 4., szeptember 6., november 3.
- Iddár: régi magyar férfinév
- Iduna: május 5., május 6., május 8.
- Ifigénia: szeptember 21.
- Igar: régi magyar férfinév
- Ignác: február 1., július 31., szeptember 1., október 3., október 17., október 23., december 20.
- Ignácia: július 31.
- Igor: szeptember 11., november 1.
- Iharos: régi magyar férfinév
- Ika: régi magyar férfinév
- Iklad: régi magyar férfinév
- Ila: április 23., július 31., augusztus 18., szeptember 23.
- Ilárion: január 14., október 21.
- Ildefonz: január 23.
- Ildikó: március 10., április 30., szeptember 17., szeptember 21., szeptember 23., november 17.
- Ilián: október 3.
- Iliász: november 21.
- Ilka: április 23., július 31., augusztus 18., szeptember 21.
- Illa: április 23., július 31., augusztus 18.
- Illangó: augusztus 18.
- Illegő: régi magyar női név
- Illés: február 16., július 4., július 20.
- Ilma: április 18., április 23., július 21., augusztus 18., október 14.
- Ilmár: február 28., június 18.
- Ilon: április 23., július 31., augusztus 18.
- Ilona: április 23., július 21., július 31., augusztus 18., szeptember 23., október 14.
- Ilonka: április 23., július 31., augusztus 18., szeptember 23.
- Ilus: április 23., július 31., augusztus 18., szeptember 23.
- Ilze: november 19.
- Imbert: január 15.
- Imelda: május 13., szeptember 16.
- Immakuláta: december 8.
- Immánuel: március 26.
- Imodzsen: február 1., június 19., szeptember 16.
- Imogén: február 1., június 19., szeptember 16.
- Imola: május 13.
- Imre: november 5.
- Ince: január 8., március 12., április 17., június 19., július 4., július 28., augusztus 11., augusztus 13., december 28.
- Indár: régi magyar férfinév
- Indira: április 3., július 30.
- Indra: július 13., augusztus 4.
- Inez: január 21., január 28., március 6.
- Inge: július 30., október 22.
- Ingeborg: július 30., október 22.
- Ingrid: február 5.
- Inka: július 30., szeptember 2.
- Inke
- Innocencia: február 1.
- Inota: régi magyar női név
- Ipoly: március 10., március 20., augusztus 13.
- Ipor: régi magyar férfinév
- Ippolita: augusztus 13.
- Irén: március 25., április 3., április 5., május 5., június 28., október 20.
- Iréne: március 25., április 3., április 5., május 5.
- Iréneusz: június 28.
- Irina: május 5.
- Iringó: június 28., október 20., december 24.
- Írisz: március 25., szeptember 22.
- Irma: március 3., május 3., június 2., szeptember 8., szeptember 12.
- Irmén: régi magyar női név
- Irnik: március 25.
- Irsa: régi magyar férfinév
- Isméria: március 25., szeptember 28.
- István: augusztus 3., augusztus 16., augusztus 20., szeptember 2., szeptember 7., december 26.
- Iszla: régi magyar férfinév
- Itala: január 15., március 10.
- Itemér: régi magyar férfinév
- Itisza: régi magyar férfinév
- Itlár: régi magyar férfinév
- Iván: június 24.
- Ivána: május 12., május 13.
- Ivett: január 13.,május 6.
- Ivetta: január 13., május 6., június 29.
- Ivica: május 12.
- Ividő: június 15.
- Ivó: május 19.
- Ivola: május 3., június 15., június 25.
- Ivonn: május 19.
- Ivor: szeptember 7.
- Ixion: március 28.
- Iza: július 8.
- Izabel: január 4., február 26., június 8.
- Izabell: január 4., február 26., június 8.
- Izabella: január 4., február 26., július 8., július 12., augusztus 31., szeptember 1.
- Izaiás: július 6.
- Izár: régi magyar férfinév
- Izaura: május 1., május 15.
- Izidor: január 16., március 30., április 4., május 11., május 15., december 21.
- Izidóra: május 11.
- Izmael: április 25.
- Izmán
- Izméne: március 25., szeptember 28., szeptember 30.
- Izolda: június 15.
- Izor: január 16., március 30., április 4., május 11., május 15., december 21.
- Izóra: május 1., május 15.
- Izrael: február 3., február 5.
- Izsák: május 15., október 19.
- Izsép: régi magyar férfinév
- Izsip: régi magyar férfinév
- Izsó: augusztus 26.

## J
- Jácint: augusztus 17., szeptember 11.
- Jácinta: január 30.
- Jada
- Jáde: szeptember 9.
- Jáfet: február 5.
- Jagelló: október 13.
- Jagorta: régi magyar férfinév
- Jáhel: február 8.
- Jakab: május 1., május 11., július 13., július 25., október 13., november 27., november 28.
- Jákó: május 1., május 11., július 13., július 25., október 13., november 27., november 28.
- Jákob: május 1., május 11., július 13., július 25., október 13., november 27., november 28.
- Jakobina: február 8., július 25.
- Jaksi: régi magyar férfinév
- Jakus: május 1., május 11., július 13., július 25., október 13., november 27., november 28.
- Jámbor: régi magyar férfinév
- Jamina: május 24., május 30.
- Jamília: május 30.
- Jana: május 24., május 30.
- Janek: január 23., január 27., január 31., február 8., február 24.
- Jangorta: régi magyar férfinév
- Janina: január 16., március 28., május 30.
- Janka: február 4., május 30.
- János: január 23., január 27., január 31., február 8., február 24., március 8., március 27., március 28., május 6., május 15., május 16., június 12., június 24., június 26., július 12., augusztus 9., augusztus 13., augusztus 19., augusztus 22., augusztus 29., október 8., október 23., október 25., november 24., december 27.
- Január: július 10., szeptember 19.
- Jardár: régi magyar férfinév
- Járed: május 1.
- Járfás: június 19., július 6.
- Jarmila: március 14.
- Jáson: március 21.
- Jászó: régi magyar férfinév
- Jávor: június 19., július 6.
- Jávorka: február 24., május 10.
- Jázmin: február 24., május 10.
- Jázon: március 21.
- Jefte: május 1.
- Jelek: március 31., április 7.
- Jelena: augusztus 18.
- Jeles: férfinév, újabb keletű névalkotás
- Jelka: augusztus 18.
- Jella: március 24.
- Jenke: régi magyar női név
- Jenni: május 30.
- Jenő: június 2., július 2., július 8., július 13., november 13., november 18.
- Jente: május 30.
- Jeremi: május 1., június 7.
- Jeremiás: május 1., június 7.
- Jeretán: régi magyar férfinév
- Jermák: augusztus 28.
- Jerne: június 28.
- Jernő: március 25.
- Jeromos: február 8., július 20., szeptember 30.
- Jeronima: szeptember 30.
- Jerta: augusztus 13.
- Jetta: március 16.
- Jetti: március 16.
- Joáb: május 10.
- Joachim: március 20., április 16., július 26., augusztus 16.
- Joáhim: március 20., április 16., július 26., augusztus 16.
- Joakim: március 20., április 16., július 26., augusztus 16.
- Jób: május 10.
- Joel: október 19.
- Johann
- Johanna: február 2., február 4., március 28., március 31., május 12., május 20., május 30., augusztus 21., december 12.
- Jolán: június 15., november 18., november 20.
- Jolanda: június 15.
- Jolánka
- Jolánta: június 15.
- Joli
- Jónás: március 29., szeptember 19., szeptember 21., november 12., november 18., november 20.
- Jonatán: augusztus 24., december 29.
- Jonka: június 15.
- Jordán: február 13., február 15.
- Jordána: február 13., február 15.
- Jótám: február 13., február 15.
- Jóti: régi magyar férfinév
- Jována: február 15.
- Jozafát: szeptember 16., november 12., november 14.
- Jozefa: február 14., március 17., március 19., október 3.
- Jozefin: február 14., március 17., március 19., október 3.
- Jozefina: február 14., március 17., március 19., október 3.
- Józsa: március 19., szeptember 1.
- József: március 17., március 19., április 7., április 16., május 1., augusztus 25., augusztus 27., szeptember 18.
- Józsiás: február 16., június 22., július 6.
- Józsua: június 22., szeptember 1.
- Józsué: június 22., szeptember 1.
- Júda: szeptember 1.
- Judár: régi magyar férfinév
- Judit: január 13., május 5., május 6., június 29., július 30., december 10., december 22.
- Jukundusz: január 8., május 29.
- Júlia: április 8., május 22., július 21.
- Julián: január 9., március 8., május 22.
- Juliána: február 16., április 5., május 14., május 22., június 19.
- Julianna: február 16., április 5., május 14., május 22., június 19.
- Juliánusz: január 9., március 8., május 22.
- Julietta: július 21., július 30.
- Julilla: április 8., május 22., július 21.
- Julinka: február 16., április 5., május 14., május 22., június 19.
- Juliska: február 16., április 5., május 14.
- Julitta: április 8., május 22., július 21.
- Júliusz: január 9., március 8., május 22.
- Júnó: február 6., június 1.
- Jusztián: április 14., június 1., június 16., július 18.
- Jusztin: április 14., június 1., június 16., július 18.
- Jusztina: június 16., szeptember 26., szeptember 28.
- Jusztínia: június 16., szeptember 26., szeptember 28.
- Jusztusz: július 14., október 18., november 10.
- Jutalom: férfinév, újabb keletű magyar név
- Jutas: január 8., február 8.
- Jutka: január 13., május 5., május 6.
- Jutocsa: január 8., február 8.
- Jutta: május 5., július 30., december 22.
- Juvenál: május 3.

## K
- Kaba: február 19.
- Kabos: február 19., december 25.
- Kada: február 4., március 2., március 8., március 10.
- Kadicsa: március 10., március 11.
- Kadocsa: március 10., március 11.
- Kadosa: március 10., március 11.
- Káin: március 10., május 29.
- Kajetán: augusztus 7.
- Kájusz: február 5., április 22.
- Kál: november 8.
- Kála: augusztus 1.
- Káldor: május 19., augusztus 27.
- Káleb: október 13.
- Kalipszó: június 8.
- Kalli: régi magyar női név
- Kalliopé: június 8.
- Kalliszta: február 6., április 25., május 11., szeptember 2.
- Kálmán: október 13.
- Kámea: március 3., május 18., július 18.
- Kamélia: augusztus 3., augusztus 13., szeptember 16.
- Kamill: július 14., július 18.
- Kamilla: március 3., március 10., május 18., július 18., július 27., augusztus 29., december 28.
- Kamilló: július 14., július 18.
- Kán: március 10., május 29.
- Kandid: március 10.
- Kandida: március 10.
- Kanut: január 19., július 10.
- Kapisztrán: március 28., október 23.
- Kaplon: január 12.
- Kaplony: január 12.
- Kapolcs: március 24., szeptember 29.
- Kara: január 16., május 28., november 8.
- Karácson: május 13., december 18., december 25.
- Karád: január 16., május 28., november 8.
- Karcsa: január 16., május 28.
- Kardos: január 3., február 23., április 24., július 15.
- Karen: március 24., november 7., november 25.
- Karin: március 24., november 7., november 25.
- Karina: március 24., április 30., november 7., november 25.
- Karion: január 12.
- Karitász: július 3., július 4.
- Karla: május 9., november 4.
- Kármán: augusztus 17.
- Karméla: július 16.
- Karmelina: július 16.
- Kármen: június 2., július 16.
- Kármin: július 16.
- Karola: január 28., május 9., szeptember 27., november 4.
- Karolin: május 9., november 4.
- Karolina: február 2., május 9., november 4.
- Karolt: május 9., november 4.
- Károly: január 28., március 2., szeptember 27., november 4.
- Karsa: január 16., május 28., július 8.
- Kartal: március 23.
- Kászon: április 24., augusztus 13.
- Kasszandra: február 6., április 25., szeptember 2.
- Kasszián: augusztus 13.
- Kasztor: július 7., november 8.
- Kata: április 30., november 25.
- Katalin: február 13., március 9., március 22., március 24., április 29., április 30., május 9., szeptember 15., november 25., december 31.
- Katapán: március 28., október 23.
- Katarina: február 13., március 9., március 22., március 24., április 29., április 30., május 9., szeptember 15., november 25., december 31.
- Katerina: február 13., március 9., március 22., március 24., április 29., április 30., május 9., szeptember 15., november 25., december 31.
- Kati: november 25.
- Katica: február 13., március 9.
- Katinka: február 13., március 9., május 9., szeptember 15, november 25.
- Kató: február 13., március 9., szeptember 15.
- Katrin: március 9., április 29.
- Kazimír: március 4.
- Kázmér: március 4.
- Keán: régi magyar férfinév, hivatalosan nem ünnepelt
- Keled: március 15., május 1.
- Kelemen: március 15., április 22., november 23.
- Kelemér: március 15., november 23.
- Kelen: március 15., április 22., november 23.
- Kelli: július 8.
- Kelvin: június 3.
- Kemenes: augusztus 21.
- Kende: szeptember 1., szeptember 25., október 21.
- Kendra: augusztus 3.
- Kenese: február 15., július 10., december 13.
- Kenéz: január 19.
- Kerecsen: december 5., december 20.
- Kerény: április 4., június 4.
- Keresztély: április 3., július 27., november 12., december 20.
- Keresztes: április 3., július 27., november 12., december 20.
- Kerubin férfinév
- Kerubina: június 4., június 8., augusztus 4.
- Késav: férfinév
- Késa: május 7.
- Keszi: január 12., június 29.
- Kesző: január 12., június 29.
- Keszü
- Ketel: január 12.
- Keve: június 29.
- Kevend: régi magyar férfinév
- Kevin: június 3.
- Kiara: április 17., augusztus 11., augusztus 12.
- Kikinda: régi magyar női név
- Kilény: július 8., november 13.
- Kilián: július 8., november 13.
- Kiliána: július 8.
- Kilit
- Kimberli: augusztus 3.
- Kincs
- Kincső: február 1., július 24.
- Kinga: július 24.
- Kíra
- Kira: július 7., augusztus 3.
- Kiri: július 24.
- Kirill: február 9., február 14., március 18., március 29., június 26., július 7., július 17.
- Kirilla: augusztus 3.
- Kisanna: július 26.
- Kisó: július 26.
- Kitán: régi magyar férfinév
- Kitana: női név
- Kitti: április 30., november 25., december 31.
- Klára: április 17., augusztus 11., augusztus 12.
- Klarisz: január 15., augusztus 11., augusztus 12.
- Klarissza: január 15., augusztus 11., augusztus 12.
- Klaudetta: március 20., május 18., június 6.
- Klaudia: március 20., május 18., június 6.
- Klaudiána: március 20., május 18., június 6.
- Klaudiusz: június 6., november 8.
- Klélia: november 23.
- Klemátisz: női név
- Klemencia: november 23.
- Klementin: november 23.
- Klementina: október 21., november 14., november 23.
- Kleofás: szeptember 25.
- Kleon: szeptember 25.
- Kleopátra: augusztus 1., október 20.
- Klétus: április 26.
- Klió: szeptember 25.
- Kloé: június 21.
- Klotild: június 3.
- Kocsárd: április 19., május 4., május 5., június 7.
- Kolen: férfinév
- Kolett: március 6.
- Koletta: március 6.
- Kolomba: május 20., szeptember 17.
- Kolombina: május 20., október 21.
- Kolos: február 5., február 15., március 10., június 6., október 30., november 8.
- Kolozs: február 5., február 15., március 10., június 6., október 30., november 8.
- Kolta: december 6.
- Kolumbán: november 21., november 23.
- Kolumbusz: június 9.
- Kond: régi magyar férfinév
- Konkordia: január 1., február 18.
- Konor: február 14., február 18., február 19., november 26., december 14.
- Konrád: február 14., február 18., február 19., április 20., április 21., június 1., november 26., december 14.
- Konstancia: február 18., szeptember 19.
- Konstantin: március 11., április 12., május 21., július 27.
- Konstantina: március 11., szeptember 19.
- Kont: július 16., október 17.
- Koppány: június 20., július 9., október 8., október 23.
- Kora: május 12., május 14.
- Korália: május 12., május 14.
- Korall: május 12., május 14.
- Kordélia: október 22.
- Koridon: május 10.
- Korina: október 22.
- Korinna: október 22.
- Koriolán: március 6., szeptember 8., november 20.
- Kornél: március 3., június 2., július 3., szeptember 13., szeptember 16.
- Kornélia: március 3., március 31., szeptember 16.
- Korvin: február 6.
- Kos: férfinév
- Kósa: szeptember 7., szeptember 27.
- Kozett: március 6.
- Kozima: szeptember 26., szeptember 27.
- Kozma: szeptember 26., szeptember 27.
- Kökény: augusztus 1.
- Kötöny: március 20., augusztus 7.
- Kövecs: január 8., február 22., június 29.
- Kreola: április 5., április 7., június 15.
- Kreszcencia: április 5., április 7., június 15.
- Kristóf: március 15., március 25., május 9., július 25., október 31.
- Kriszta: június 22., július 24., augusztus 5.
- Krisztabell: június 22., július 24., augusztus 5.
- Krisztián: március 13., július 27., november 12., december 20.
- Krisztiána: június 22., július 24., augusztus 5.
- Krisztin: június 22., július 24., augusztus 5.
- Krisztina: június 22., július 24., augusztus 5.
- Krisztofer: március 15., március 25., május 9., július 25., október 31.
- Krizanta: október 14., október 25.
- Krizosztom: január 27., szeptember 23.
- Krizsán: január 27., szeptember 13.
- Kund: május 29., szeptember 1., szeptember 25.
- Kunigunda: március 3.
- Kunó: február 19., május 29., június 1.
- Kurd: augusztus 23., szeptember 1., október 31.
- Kurszán: november 24.
- Kurt: február 14., február 18., február 19., április 20., április 21., június 1., november 26., december 14.
- Küllikki: december 8.
- Küne: régi magyar női név
- Kürt: február 14., február 19.
- Kventin: férfinév

## L
- Laborc: július 23., szeptember 30.
- Ladiszla: június 27.
- Ladomér: július 15., november 15.
- Lajos: augusztus 19., augusztus 25., október 10., október 11.
- Lamar
- Lambert: április 16., április 18., június 22., szeptember 17.
- Lamberta: április 16.
- Lana: május 9.
- Lándor: február 22., február 27., március 13.
- Lantos: február 27., július 18.
- Lara: március 26.
- Larcia: október 4.
- Larina: augusztus 12., szeptember 5.
- Larion: január 14., október 21.
- Larissza: március 26.
- Lartia: október 4.
- László: február 27., május 4., június 27., augusztus 8., augusztus 28.
- Latamás: régi magyar férfinév
- Latinka: október 4.
- Laura: június 17., június 28., október 19.
- Laurencia: június 28., október 8.
- Laurent: január 14., október 21.
- Lauretta: június 17., június 28., október 19.
- Lavínia: április 14.
- Lázár: február 23., november 7., december 17., december 27.
- Lázó: február 23., november 7., december 17., december 27.
- Lea: március 22.
- Leander: február 22., február 27., március 13.
- Lebéd: régi magyar férfinév
- Léda: február 5., december 24.
- Legend: régi magyar férfinév
- Lehel: március 26., augusztus 2., október 16.
- Leila: február 13., június 21.
- Leilani: május 1.
- Lejla: február 13., június 21.
- Lél: március 2., április 9., augusztus 2., szeptember 7., október 16.
- Léla: február 13., június 21.
- Lelez: régi magyar férfinév
- Lelle: október 16.
- Léna: július 21., július 22., július 31.
- Lénárd: november 6., november 26.
- Lengő: régi magyar női név
- Lenke: július 22., július 23., augusztus 18.
- Lennox: július 13.
- Lenóra: február 21.
- Leó: február 18., február 20., április 11., április 19., június 12., június 28., július 3., július 17., október 10., október 17.
- Leon: február 18., február 20., április 11., április 19., június 12., június 28., július 3., július 17., október 10., október 17.
- Leona: január 4., február 20., február 21., április 11., december 9.
- Leonárd: november 6., november 26.
- Leonarda: november 6., november 26., november 27.
- Leonárdó: november 6., november 26.
- Leonetta: január 17.
- Leonidász: április 22., június 28.
- Leonóra: február 21., március 26., július 9., július 12., július 15.
- Leontina: március 1., december 6.
- Leonyid: november 6., november 26.
- Leopold: november 15.
- Leopolda: november 15.
- Leopoldina: november 15.
- Lestár: március 29., július 16.
- Leszter
- Letícia: augusztus 12., augusztus 30.
- Létó: augusztus 12., augusztus 30.
- Letta: május 3., június 12., június 25.
- Letti: augusztus 12., augusztus 30.
- Levéd: június 18., június 24.
- Levedi: június 18., június 24.
- Levendula: június 18., július 22., július 24.
- Levente: február 13., június 18., június 24., június 28., november 12.
- Lévi: április 2., július 1.
- Lexa: március 20.
- Lia: március 22.
- Liána: június 19.
- Liberátusz: december 30.
- Libériusz: december 30.
- Libor: december 30.
- Libóriusz: december 30.
- Lícia: június 6., június 9.
- Lida: február 12., március 27., április 14., augusztus 3.
- Lídia: február 12., március 22., április 14., augusztus 3.
- Lígia: március 27., augusztus 3.
- Lili: július 11.
- Lilian: július 11., július 27., augusztus 11.
- Liliána: július 27., augusztus 11.
- Lilianna: július 27., augusztus 11.
- Lilibella: július 27., augusztus 11.
- Lilien: július 27., augusztus 11.
- Liliom: július 27., augusztus 11.
- Liliróza: július 11.
- Lilla: február 12., február 16., július 11.
- Lina: szeptember 23., november 4.
- Linda: február 13.
- Linett: szeptember 23., november 4.
- Linetta: szeptember 23., november 4.
- Lionel: február 18., február 20., április 11., április 19., június 12., június 28., július 3., július 17., október 10., október 17.
- Lipót: július 22., november 15.
- Liva
- Lívia: február 12., október 14., december 10.
- Liviána: február 12., október 14., december 10.
- Livianna: február 12., október 14., december 10.
- Líviusz: szeptember 23., november 12.
- Liza: július 8., november 25.
- Lizander: március 13.
- Lizandra: január 18., március 13.
- Lizavéta: november 19.
- Lizett: november 19.
- Lizetta: november 19.
- Lola: szeptember 15.
- Lolita: szeptember 15.
- Lolli: szeptember 15.
- Lónya: régi magyar férfinév
- Lora: június 28., október 19.
- Loránd: január 15., augusztus 10., szeptember 15.
- Lóránt: január 15., augusztus 10., szeptember 15.
- Lorella: június 28., október 19.
- Loréna: október 8.
- Lorett: június 17., június 28., október 19.
- Loretta: december 10.
- Lorin: október 8.
- Lorina: október 8.
- Lotár: január 27., április 7., június 15., december 30.
- Lotti: július 17.
- Lótusz
- Lőrinc: július 21., augusztus 10., szeptember 5.
- Luca: december 13.
- Lulu: január 31., március 2.,március 15.,június 21.,augusztus 11.,szeptember 13.
- Lúcia: március 25., szeptember 16., december 13.
- Lucián: január 7., május 28.
- Luciána: január 7., december 13.
- Lucilla: július 27.
- Lúciusz: március 4., augusztus 5., október 19., december 3.
- Ludas: régi magyar férfinév
- Ludmilla: szeptember 16., szeptember 17.
- Ludovik
- Ludovika: január 31., március 15., június 9., szeptember 13., október 1.
- Ludvig
- Lujza: január 31., március 2., március 15., június 21., augusztus 11., szeptember 13.
- Lukács: február 17., október 18.
- Lukrécia: március 15., július 9.

## M
- Mábel: június 11., szeptember 7.
- Mabella: június 11., szeptember 7.
- Madlen: május 25.
- Madléna: május 25.
- Madocsa: régi magyar férfinév
- Madra: latin eredetű női név, jelentése anya
- Magda: május 25., július 22.
- Magdaléna: május 25., május 29., július 17., július 22.
- Magdó: május 25., július 17., július 22.
- Magdolna: május 25., május 29., július 17., július 22.
- Maglód: régi magyar férfinév
- Magnilda: német eredetű női név, jelentése harcos nő
- Magnólia: augusztus 1.
- Magnusz: szeptember 6.
- Magó: régi magyar női név
- Magócs: régi magyar férfinév
- Magóg: régi magyar férfinév
- Magor: október 8.
- Magyar
- Magyarka: régi magyar női név
- Mahália: május 25., augusztus 1.
- Maja: március 28., május 1.
- Majlát: május 11.
- Majoranna: augusztus 1.
- Majos: régi magyar férfinév
- Majs: régi magyar férfinév
- Makabeus: augusztus 1.
- Makár: január 2., január 15.
- Makó: régi magyar férfinév
- Maksa: régi magyar férfinév
- Malakiás: január 14., november 3.
- Malina: héber eredetű női név, jelentése: magas toronyból való
- Málna: március 25.
- Malvin: április 19., október 1.
- Malvina: április 19., október 1.
- Mályva: május 11., október 17.
- Manassé: január 28.
- Manda: február 6., július 22., október 26.
- Mandel: március 26.
- Mandi
- Mandola
- Mandula: március 25.
- Manfréd: január 28.
- Manfréda: január 28.
- Manga: szeptember 6.
- Manna: április 7.
- Manó: március 26.
- Manon: augusztus 5.
- Manszvét: február 19.
- Manszvéta: február 19.
- Mantira: december 23.
- Mánuel: március 26.
- Manuéla: március 26., július 15.
- Manuella: március 26., július 15.
- Manyi: január 23., február 2., február 11., július 2.
- Mara: április 26.
- Marcal: régi magyar férfinév
- Marcell: január 9., január 16., április 26., augusztus 14.
- Marcella: január 31., június 28.
- Marcellina: július 17.
- Marcián: február 9., június 17., július 2., október 25.
- Március: június 30.
- Maréza: január 23., február 2., február 11., július 2.
- Margarét: július 20.
- Margaréta: július 20.
- Margarita: július 20.
- Margit: január 18., január 19., január 28., február 22., június 10., június 20., július 9., július 20., augusztus 26., szeptember 2., október 16., október 17., október 25., november 16., december 30.
- Margita: január 18., január 19., január 28., február 22., október 17.
- Margitta: január 18., január 19., január 28., február 22., október 17.
- Margó: január 18., január 19., január 28., február 22.
- Mari: január 23., február 2., február 11.
- Mária: január 23., február 2., február 11., március 25., április 2., április 7., április 26., május 24., május 29., május 31., július 2., július 6., július 16., július 17., július 22., augusztus 2., augusztus 5., augusztus 15., augusztus 22., szeptember 8., szeptember 12., szeptember 15., szeptember 19., szeptember 24., október 3., október 7., október 11., október 22., november 21., december 8., december 15., december 18.
- Marián: február 9.
- Mariann: április 27., április 30.
- Marianna: április 27., április 30., november 1.
- Marica: július 22.
- Mariella: január 23., február 2., február 11.
- Marietta: február 11., május 31.
- Marilla: szeptember 21.
- Marina: július 9.
- Marinella: március 25., július 9., július 20.
- Marinetta: július 9., július 20., augusztus 25.
- Marinka: január 23., február 2., február 11.
- Marinusz: március 3., szeptember 4., november 15.
- Márió: január 19.
- Marion: január 23., február 2., február 11., szeptember 12.
- Marióra: január 23., február 2., február 11., május 24.
- Mariska: január 23., február 2., február 11.
- Marita: május 29.
- Máriusz: január 19., december 31.
- Márk: április 25., május 25., június 18., október 7.
- Markó: június 18.
- Márkó: június 18.
- Márkus: április 25., május 25., június 18., szeptember 7., október 7.
- Marléne: május 25., július 16., július 17., július 22.
- Maros: régi magyar női név
- Marót: március 27., szeptember 22.
- Marsal: január 9., január 16., április 26., augusztus 14.
- Márta: január 19., július 29.
- Martin: április 13., november 11., november 12.
- Martina: január 30.
- Martinella: január 30.
- Martinka: január 30.
- Márton: november 11., november 12.
- Martos: április 13., november 11., november 12.
- Masa: január 23., augusztus 15.
- Máté: szeptember 21., augusztus 9.
- Matild: március 14., május 31.
- Matilda: március 14., május 31.
- Mátka: március 25., november 10.
- Mátra: régi magyar női név
- Mátyás: február 24., december 8.
- Maura: február 13., május 3., szeptember 21.
- Maurícia: szeptember 22.
- Maxim: április 14., május 29., június 25., augusztus 13., november 19.
- Maxima: március 26., július 30.
- Maximilián: március 12., augusztus 21., október 12.
- Maximilla: június 25.
- Méda: június 8.
- Medárd: június 8.
- Medárda: június 8.
- Médea: május 15., augusztus 1., szeptember 30.
- Medox: október 26.
- Médi: július 22.
- Megán: augusztus 20.
- Megara: május 25.
- Megyer: április 17., november 13.
- Méhike: női név, újabb keletű névalkotás
- Melani: január 7., január 10., december 31.
- Melánia: január 7., január 10., december 31.
- Melba: kelta eredetű női név, jelentése: főnök
- Melchior: január 6.
- Melhior: január 6.
- Melina: július 10.
- Melinda: október 29., december 2.
- Melióra: április 24.
- Melissza: március 10., április 24., szeptember 15.
- Melitta: március 10., április 24., szeptember 15.
- Melizand: szeptember 15.
- Melodi: május 29.
- Melódia: május 29.
- Meluzina: szeptember 15., november 10.
- Melvina: kelta eredetű női név, jelentése főnök
- Ménás: november 11.
- Mendel: március 26.
- Mendi: február 6., október 26.
- Menodóra: február 6., szeptember 10.
- Ménrót: április 28., augusztus 1., november 11.
- Menta: augusztus 14.
- Menyhért: január 6., augusztus 14., augusztus 22., szeptember 7.
- Méráb: szeptember 21.
- Mercédesz: szeptember 24.
- Meredisz: szeptember 24.
- Meril: latin eredetű női név, jelentése: fekete madár
- Merima: május 5.
- Merse: augusztus 22.
- Merta: görög eredetű női név, jelentése: győztes
- Méta: március 14.
- Metella: január 24., május 31., július 6., augusztus 31.
- Metisz: görög eredetű női név, jelentése: ügyes
- Metód: február 14., március 9., július 5., július 7., szeptember 18.
- Metta: március 14.
- Mia: július 2., augusztus 2.
- Miett: július 2., augusztus 2.
- Mietta: július 2., augusztus 2.
- Mihaéla: június 19., augusztus 24.
- Mihály: május 8., június 19., szeptember 29.
- Mikán: régi magyar férfinév
- Mike: január 15., december 6.
- Mikeás: január 15., augusztus 14.
- Mikes: szeptember 29.
- Miklós: március 21., szeptember 10., szeptember 25., november 13., december 6.
- Mikó: június 19., december 6.
- Mikolt: szeptember 10., szeptember 25., december 6.
- Miksa: március 12., október 12., december 6.
- Milán: május 19., július 18., szeptember 11.
- Milda: július 13.
- Milenka: január 24., május 24.
- Miléna: január 24., május 24., március 24.
- Miletta: július 6.
- Milica: szeptember 16.
- Milka: július 18.
- Milla: július 18.
- Milli: január 23., február 2., július 18.
- Milos: november 26.
- Milton: május 19., július 18., szeptember 11.
- Mimi: január 23., február 2.
- Mimóza: augusztus 28.
- Mína: április 13., április 30.
- Mínea: december 24.
- Minerva: május 2., augusztus 23.
- Minka: április 13.
- Minna: április 13.
- Minni: április 13.
- Minóna: április 13.
- Mira: május 10., szeptember 21.
- Mirabel: szeptember 27., október 22.
- Mirabella: szeptember 27., október 22.
- Miranda: május 10.
- Mirandella: május 11.
- Mirandola: május 11.
- Mirandolína
- Mirella: május 21., szeptember 21.
- Miretta: május 10., május 21.
- Miriam: január 23., február 2.
- Mirjam: január 23., február 2., augusztus 22.
- Mirjána: augusztus 22.
- Mirka: április 13.
- Mirkó: március 3., július 18.
- Miron: december 10.
- Mirtill: február 23., augusztus 3.
- Misa: március 12., augusztus 14., október 12., december 6.
- Misell: a francia Michele és az angol Michelle magyar megfelelője
- Miske: régi magyar férfinév
- Mizse: régi magyar férfinév
- Modeszta: február 5., november 4.
- Modesztusz: február 5., június 15.
- Mohar: régi magyar férfinév
- Moira: január 23.
- Molli: január 23.
- Móna: augusztus 31.
- Mónika: május 4., augusztus 27.
- Monor: régi magyar férfinév
- Montika: augusztus 14.
- Mór: január 15., március 20., szeptember 4., szeptember 13., szeptember 22., október 25., december 4.
- Morella: július 6., július 19.
- Morgan: június 9., június 26., augusztus 28.
- Morgána: június 26., augusztus 28.
- Móric: január 15., március 20., szeptember 4., szeptember 13., szeptember 22., október 25., december 4.
- Mótum: régi magyar férfinév
- Mózes: május 16., augusztus 28., szeptember 4., november 4., november 25.
- Muhi: régi magyar férfinév
- Mundzuk: régi magyar férfinév
- Munkács: régi magyar férfinév
- Muriel: szeptember 4.
- Múzsa: április 2., április 3.
- Muzsaj: régi magyar férfinév
- Musztafa: február 16.

## N
- Nadin: augusztus 1.
- Nadinka: augusztus 1.
- Nádja: augusztus 1.
- Nanda: május 30.
- Nandin: május 30.
- Nándor: május 30., június 5., október 19.
- Nanett: július 26.
- Nanetta: július 26.
- Naómi: április 22., szeptember 1.
- Napocska: női név, újabb keltű névalkotás
- Napóleon: május 7., augusztus 15.
- Napsugár: március 21., július 3.
- Nara: április 12., július 5., július 22., szeptember 23.
- Nárcisz: március 18., október 29.
- Narcissza: március 18., október 29.
- Narcisszusz: március 18., október 29.
- Násfa: május 12., május 14.
- Nasztázia: március 10., április 17., december 25.
- Natali: július 27., augusztus 26., december 1., december 9.
- Natália: július 27., augusztus 26., december 1., december 9.
- Nátán: november 9.
- Nátánael: november 9.
- Nátániel: november 9.
- Natasa: július 27., augusztus 26., december 1., december 9.
- Nátor: régi magyar férfinév
- Nauzika: július 28., december 16.
- Nedda: július 6., augusztus 4.
- Nefelejcs: április 17., április 24.
- Négyöke: régi magyar női név
- Nella: július 11.
- Nelli: július 11.
- Nemere: december 19.
- Némó: április 12., október 29., december 22.
- Nepomuk: május 16.
- Nerella: május 12., december 25.
- Nerina: május 12., december 25.
- Néró: február 26., szeptember 8.
- Neste: március 10., április 15.
- Neszta: április 15., április 17.
- Nesztor: február 26., szeptember 8.
- Netta: június 13.
- Netti: június 13.
- Nétus: május 2.
- Nétusz: május 2.
- Nevéki: régi magyar férfinév
- Nikander: június 17.
- Niké: április 25., december 23.
- Nikétás: január 7.
- Nikkó: július 7.
- Nikodémia: március 27., augusztus 3.
- Nikodémusz: március 27., augusztus 3., december 25.
- Nikol: március 21., szeptember 10., szeptember 25., december 6.
- Nikola: március 21., szeptember 10.
- Nikolasz: március 21., szeptember 10., szeptember 25., november 13., december 6.
- Nikolett: március 21., szeptember 10., szeptember 25., december 6.
- Nikoletta: március 21., szeptember 10., szeptember 25., december 6.
- Nilla: május 31.
- Nimfa: november 10.
- Nimród: április 28., augusztus 1., november 11.
- Nina: július 26., december 22.
- Ninell: július 26., december 22.
- Ninett: július 1., július 26.
- Ninetta: július 1., július 26.
- Ninon: július 1., július 26.
- Noé: április 22., november 18., december 24.
- Noel: május 13., december 25.
- Nola: február 21.
- Noella: július 27., augusztus 26., december 1., december 9.
- Noémi: április 22., szeptember 1., szeptember 10., december 24.
- Nóna: március 16., március 17., augusztus 5.
- Nónusz: március 16.
- Nóra: február 21., július 9., július 11., július 12.
- Norbert: június 6.
- Norberta: június 6.
- Norina: július 11., szeptember 30.
- Norisz: június 6.
- Norma: április 13., április 23., május 23.
- Norman: június 6.
- Norton: június 6.
- Norvard: német eredetű férfinév, jelentése: az északi kapu védője

## Ny
- Nyakas: régi magyar férfinév
- Nyakó: régi magyar férfinév
- Nyárád: régi magyar férfinév
- Nyék: május 5., május 26.
- Nyeste: március 10., április 15., április 17., december 25.
- Nyikos: régi magyar férfinév
- Nyilas: régi magyar férfinév
- Nyuszti: régi magyar női név

## O, Ó
- Oana: A Johanna név rövidült alakváltozata
- Obadiás: november 19.
- Oberon: január 26.
- Obert: német eredetű férfinév, jelentése: gazdag
- Obi: régi magyar női név
- Odessza: görög eredetű női név, jelentése: hosszú utazás
- Odett: április 20., október 23.
- Odetta: április 20., október 23.
- Odil: április 20., október 23.
- Odília: április 20., október 23., december 13.
- Odiló: január 1., január 2., július 4., július 7., november 18.
- Odin: március 23., július 2.
- Odisszeusz: január 2.
- Odó: július 4., július 7., november 18.
- Odola: régi magyar női név
- Ódor: július 4.
- Odorik: latin eredetű férfinév, jelentése: jó ember fia
- Odüsszeusz
- Ofélia: május 13., szeptember 5.
- Ogmánd: régi magyar férfinév
- Ogotáj: régi magyar férfinév
- Oguz: november 4.
- Oineusz
- Oktáj: régi magyar férfinév
- Oktár: régi magyar férfinév
- Oktáv: március 22., augusztus 6.
- Oktávia: április 15., augusztus 6.
- Oktávián: március 22., augusztus 6.
- Olaf: július 29.
- Olavi: július 29.
- Oldamur: július 29.
- Oleg
- Olena
- Olga: június 21., június 27., július 11., július 27.
- Olgya
- Oliána: hawaii eredetű női név, jelentése: leander
- Olimpia: december 17.
- Olina:
- Olinda: július 7., november 16.
- Oliva: március 5.
- Olivér: március 5., július 1., július 11., november 21.
- Olivia
- Olívia: március 5.
- Olna: régi magyar női név
- Omár: szeptember 9.
- Ompoly: május 14.
- Omri: héber eredetű férfinév, jelentése: kévegyűjtő
- Ond: július 17.
- Ondvér: régi magyar női név
- Onga: régi magyar férfinév
- Opál: indiai eredetű női név jelentése: drágakő
- Opika: február 2., július 15.
- Opor: Apor alakváltozata
- Opos: régi magyar férfinév
- Ora: bizonytalan eredetű női név
- Orália: április 19., augusztus 12.
- Orbán: május 25., június 29., december 19.
- Orbó: június 29.
- Orchidea: augusztus 1.
- Orda: régi magyar férfinév
- Ordas: régi magyar férfinév
- Oren: héber eredetű férfinév, jelentése: fenyő
- Oresztész: január 14., november 9., december 13.
- Orfeusz: február 27.
- Orgona: január 30., szeptember 9.
- Oriána: június 7., szeptember 17.
- Orion: január 14.
- Orlandó: július 15., augusztus 9., augusztus 10., szeptember 15.
- Orlena: latin eredetű női név, jelentése: arany
- Ormánd: régi magyar férfinév
- Ormond: német eredetű férfinév, jelentése: tengerész.
- Ormos: február 4.
- Oros: január 17., december 19.
- Orsi: október 21.
- Orsika: október 21.
- Orsolya: október 21.
- Orta: régi magyar férfinév
- Orton: angol eredetű férfinév, jelentése: tengerpartról való
- Orvin: angol eredetű férfinév, jelentése: lándzsás barát
- Oszár: angol eredetű férfinév, jelentése: Isteni dicsőség
- Oszkár: február 3., március 3., július 31., december 1.
- Oszlár: február 3.
- Osszián: kelta eredetű férfinév, balladi hős nevéből
- Oszvald: február 19., február 28., augusztus 5.
- Oszvalda: augusztus 5.
- Otelló: január 16.
- Otília: december 13.
- Otisz: görög eredetű férfinév, jelentése: éles hallású
- Otmár: november 16.
- Otniel: héber eredetű férfinév jelentése: Isten az én erősségem
- Ottó: január 16., február 23., március 23., július 2., szeptember 22., november 18.
- Ottokár: február 26., április 2., május 8., július 2.
- Oven: walesi-kelta eredetű férfinév, jelentése: Esos istenségtől született
- Ovídiusz: május 6.
- Oxána: január 24., április 12.
- Ozirisz: egyiptomi eredetű férfinév, jelentése: ismeretlen
- Ozor: régi magyar férfinév
- Ozdor: régi magyar férfinév
- Ozmin: május 21., augusztus 20.
- Ozondur: régi magyar férfinév
- Ozor: január 16.
- Ozora: héber eredetű férfinév, jelentése: az Isten ereje
- Ozul: régi magyar férfinév
- Ozsvát: február 19., február 28., augusztus 5.

## Ö, Ő
- Öcsény: régi magyar férfinév
- Öcsöb: régi magyar férfinév
- Öcsöd: régi magyar férfinév
- Ödön: november 16., november 20.
- Ögyek: régi magyar férfinév
- Öllő: régi magyar férfinév
- Öllőke: régi magyar női név
- Öned: régi magyar férfinév
- Őriző: régi magyar férfinév
- Örkény: július 15.
- Örkönd: július 15.
- Örömes: régi magyar női név
- Őrös: régi magyar férfinév
- Örs: július 14., szeptember 30., október 2., november 16.
- Örsi: július 14., október 26.
- Örsur: régi magyar férfinév
- Örzse: november 19.
- Örzsébet: november 19.
- Ösbő: régi magyar férfinévi
- Őszike: szeptember 23.
- Őze: régi magyar férfinév
- Őzike: március 16., augusztus 5., október 29.
- Özséb: január 18., január 20., március 5., június 20., augusztus 14., szeptember 26., december 16.

## P
- Padány: régi magyar férfinév
- Pák: régi magyar férfinév
- Paks: régi magyar férfinév
- Pál: január 15., január 18., január 25., február 10., február 22., április 1., április 28., június 26., június 29., június 30., október 19.
- Pálma: május 10., augusztus 1., október 5.
- Palmer: január 15., január 18., január 25., február 10., február 22., április 1., április 28.
- Palmira: május 10., október 5.
- Palóma: május 20., szeptember 12., szeptember 17.
- Paméla: június 1., szeptember 15.
- Pamfil: június 1.
- Pamína: augusztus 31., szeptember 6.
- Pandóra: június 1.
- Panka: július 26.
- Panna: július 26.
- Panni: július 26.
- Pantaleon: július 27.
- Parabócs: régi magyar férfinév
- Páris: március 17., április 28., augusztus 5.
- Paszkál: február 11., május 14., május 17., május 27.
- Paszkália: február 11., május 14., május 17.
- Pasztorella: május 17., augusztus 6.
- Pata: régi magyar férfinév
- Patacska: régi magyar női név
- Pátka: régi magyar női név
- Patonka: régi magyar női név
- Patony: február 21., április 28.
- Patrícia: március 13., április 28., augusztus 25.
- Patrícius: március 17., április 28.
- Patrik: március 17., április 28.
- Paula: január 26., február 20., június 11.
- Pauletta: január 26., február 20., június 11.
- Paulin: január 26., február 20., június 11.
- Paulina: február 20., március 14., június 1., június 22.
- Páva: magyar eredetű női név, jelentése: páva (madár)
- Pável: január 15., január 18., január 25., február 10., február 22., április 1., április 28., június 26., június 29., június 30., október 19.
- Pázmán: augusztus 30.
- Pécs: régi magyar férfinév
- Pedró: március 17.
- Peggi: június 10.
- Pelágia: június 9., augusztus 28., október 8.
- Pelágiusz: május 4., június 9., június 26., augusztus 28., október 8., december 19.
- Pelbárt: május 27., augusztus 21., szeptember 28.
- Pellegrin: május 2., május 16.
- Pénelopé: június 26., augusztus 1.
- Penni: július 26.
- Pentele: július 27.
- Peónia: május 1., augusztus 1.
- Perdita: május 31., július 13.
- Peregrina: április 26., május 1., május 2., augusztus 5., október 5., október 6.
- Perenna: március 15., június 24., november 13.
- Periklész: július 8.
- Perjámos: május 28., június 9.
- Pernella: francia eredetű női név, jelentése: kis kő, kavics
- Perpétua: március 6., március 7.
- Perzisz: latin eredetű női név, jelentése: perzsa
- Petend: régi magyar férfinév
- Péter: január 25., január 28., január 31., február 21., február 22., február 23., április 27., április 29., május 8., június 2., június 16., június 29., augusztus 1., szeptember 9., október 19., november 16., november 18., november 26., december 4., december 9., december 21.
- Pető: január 25., január 28., január 31., február 21., február 22., február 23., április 27., április 29., május 8., június 2., június 16., június 29., augusztus 1., szeptember 9., október 19., november 16., november 18., november 26., december 4., december 9., december 21.
- Petra: június 29., október 2.
- Petres: május 31.
- Petrina: június 29., október 2.
- Petronella: május 31.
- Petrónia: május 31.
- Petróniusz: május 31.
- Petúnia: április 27., június 28.
- Petur: március 17.
- Petúr: március 17.
- Picur: női név, újabb keletű magyar névalkotás
- Pier
- Piládész: december 9.
- Pilár: október 12.
- Pilis: március 23.
- Pillen: régi magyar női név
- Pintyőke: április 27., október 11.
- Piramusz: június 9.
- Pírea: január 18.
- Piri: január 18.
- Pirit: január 18.
- Piros: január 18.
- Piroska: január 18.
- Pirota: régi magyar női név
- Piusz: április 30., május 5., július 11., augusztus 21., szeptember 3.
- Placid: július 11., október 5.
- Placida: július 11., október 11.
- Platina: április 4., október 11.
- Platon: április 4., július 22.
- Poholya: régi magyar női név
- Póka: régi magyar férfinév
- Polda: november 15.
- Polett: február 20.
- Polidor: április 10.
- Pólika: március 14.
- Polikárp: január 26., február 23.
- Polina: január 8., július 23.
- Polixéna: július 30., szeptember 13.
- Polla: január 8., július 23.
- Polli: augusztus 2.
- Pompília: július 15.
- Pompónia: október 30.
- Pongor: május 12.
- Pongrác: május 12.
- Poppea: április 27.
- Porfir: február 26.
- Pós: régi magyar férfinév
- Pósa: január 15., január 18., január 25., február 10., február 22., április 1., április 28., június 26., június 29., június 30., október 19.
- Pozsonka: régi magyar női név
- Pösze: régi magyar férfinév
- Pöszke: régi magyar női név
- Pötölön: régi magyar férfinév
- Prímusz: június 9.
- Priszcilla: január 16., március 10., július 8.
- Prudencia: július 3., július 4.
- Pszihé: április 9., szeptember 7.
- Pungúr: régi magyar férfinév

## R
- Rába: régi magyar női név
- Rabán: február 4.
- Ráchel: február 4., május 2., július 11., október 24.
- Ráda: régi magyar férfinév
- Radakund: régi magyar férfinév
- Radamesz: április 10.
- Radiszló: április 17.
- Radó: április 17.
- Radolf: angol eredetű férfinév, jelentése: farkas
- Radomér: június 21.
- Rados: november 7.
- Radován: november 7.
- Radvány: november 7.
- Rafael: június 20., szeptember 29., október 24.
- Rafaella: június 20.
- Ráfis: június 20., szeptember 29., október 24.
- Ráhel: február 4., május 2., július 11., október 24.
- Ragnar: skandináv férfinév, jelentése: harcos istenek tanácsa (május 25., október 1.,
- Rajka: régi magyar férfinév
- Rajmond: január 7., január 23., július 4., augusztus 31.
- Rajmonda: augusztus 31.
- Rajmund: január 7., január 23., július 4., augusztus 31.
- Rajmunda: augusztus 31.
- Rajnald: január 12., február 9., augusztus 18.
- Rajó: régi magyar férfinév
- Rákhel: február 4., május 2., július 11., október 24.
- Rákis: február 4., május 2., július 11., október 24.
- Rákos: régi magyar férfinév
- Ralf: április 17., június 21., november 7.
- Ramocsa: régi magyar férfinév
- Ramón: július 4.
- Ramóna: január 7., augusztus 31.
- Rápolt: november 29.
- Ráska: régi magyar női név
- Rátold: november 2.
- Raul: április 17., november 7.
- Razmus: június 2.
- Rázon: régi magyar férfinév
- Rázsoly: április 17., július 23.
- Rázsony: április 17., július 23.
- Rea: szeptember 7.
- Rebeka: március 9., szeptember 2.
- Redmond: kelta eredetű férfinév, jelentése: bölcs; vezető, védelmező
- Rege: szeptember 7.
- Regehű
- Regina: szeptember 7.
- Reginald: február 12., június 5., december 4.
- Regő: június 5., augusztus 2.
- Regölő: augusztus 31.
- Regös: augusztus 3.
- Regős: augusztus 2.
- Rejnhold: német eredetű férfinév, jelentése: tanácsadó
- Réka: február 6., november 10.
- Relinda: február 13., március 22., augusztus 13.
- Rella: október 15.
- Relli: október 15.
- Remény: augusztus 1.
- Reményke: augusztus 1.
- Remig: október 1.
- Rémus: október 1.
- Rémusz: október 1.
- Renáta: május 22., október 6., november 12.
- Renátó: szeptember 2., október 6., november 12.
- Renátusz: szeptember 2., október 6., november 12.
- René/Reneé: szeptember 2., október 6., november 12.
- Réta: július 9., október 25.
- Retel: régi magyar férfinév
- Réva: régi magyar férfinév
- Rex: február 9., február 17.
- Rexana: január 17., június 11., szeptember 14.
- Rezeda: május 17.
- Rézi: október 15.
- Rézmán: június 2.
- Rezső: április 17., október 12., október 17., november 7.
- Ria: július 16., november 21.
- Riana: magyar eredetű női név, a rianás szóból származik:  (szeptember 7.)
- Richárd: február 7., április 3., szeptember 18., november 15.
- Rihárd
- Rika: szeptember 25.
- Rikarda: szeptember 18., szeptember 25.
- Riki: skandináv eredetű női név, jelentése: királyi, hercegi származású
- Rinaldó: február 9., augusztus 18.
- Rita: május 22., augusztus 26.
- Ritta: május 22., augusztus 26.
- Riza: március 11.
- Róbert: február 4., április 29., május 13., június 7., július 17., szeptember 17.
- Roberta: április 29., május 13.
- Robertin: június 7.
- Robertina: június 7.
- Robertó: február 4., április 29., május 13., június 7., július 17., szeptember 17.
- Robin: február 4., április 29., május 13., június 7., július 17., szeptember 17.
- Robina: április 29., május 13.
- Robinetta: április 29., május 13.
- Robinzon: február 4., április 29., május 13., június 7., július 17., szeptember 17.
- Rodelinda: február 26., augusztus 13.
- Roderik: március 13., október 30., október 31.
- Rodion: október 7.
- Rodrigó: március 13., október 30., október 31.
- Rokkó: augusztus 16.
- Rókus: augusztus 16.
- Roland: július 15., augusztus 9., augusztus 10., szeptember 15.
- Rolf: április 17., július 27., október 17., november 7.
- Román: február 28., május 22., augusztus 9., november 18.
- Romána: február 23., május 22.
- Rómeó: február 7., június 19., október 1.
- Romi: szeptember 4.
- Romina: február 23., május 22.
- Romola: július 6., július 23.
- Romuald: február 7., június 19.
- Romulusz: július 6., szeptember 5., október 13.
- Romvald: február 7., június 19.
- Ronald: február 9., augusztus 18.
- Ronalda: február 4., július 6., július 23.
- Ronett: február 4.
- Ronetta: február 4.
- Roni: héber eredetű férfinév, jelentése: ujjongj, örvendj, vígadj
- Rova: régi magyar férfinév
- Rovásló: régi magyar férfinév
- Rovéna: július 30.
- Roxán: január 17., június 11., szeptember 14.
- Roxána: január 17., június 11., szeptember 14.
- Róza: augusztus 30., szeptember 4.
- Rózabella: augusztus 23., augusztus 30., szeptember 4.
- Rozália: szeptember 4.
- Rozalinda: január 17., június 11., augusztus 30.
- Rózamari: augusztus 23., augusztus 30., szeptember 4.
- Rozamunda: április 30.
- Rozanna: szeptember 14.
- Rozi: szeptember 4.
- Rozina: március 13.
- Rozita: augusztus 30., szeptember 14.
- Rozmarin: április 30.
- Rozvita: június 22.
- Rózsa: augusztus 23., augusztus 30., szeptember 4.
- Rózsi: augusztus 23., augusztus 30., szeptember 4.
- Röné: május 23.
- Ruben: április 6.
- Rubin: július 10., július 19.
- Rubina: július 10., július 19.
- Rubinka: július 10., július 19.
- Rudolf: április 17., július 27., október 17., november 7.
- Rudolfina: április 17., október 17.
- Rufina: július 10., július 19.
- Rúfusz: november 21., december 28.
- Rugacs: régi magyar férfinév
- Rupert: március 7., március 27., május 15.
- Ruperta: március 27.
- Ruszalka: július 17., szeptember 4.
- Ruszlán: július 17.
- Ruszlána: július 17.
- Rusztem: október 9., november 10.
- Rut: január 4., március 13.
- Ruzsinka: január 1.

## S
- Sába: április 12., április 24., december 5.
- Sád: régi magyar férfinév
- Sajó: régi magyar férfinév
- Salamon: február 8., március 13., szeptember 28., október 17., október 24.
- Salló: régi magyar férfinév
- Salómé: június 29., október 27., november 17.
- Salvador: február 8., március 13., szeptember 28., október 17., október 24.
- Sámson: június 27.
- Samu: február 16., augusztus 20., augusztus 21., október 10.
- Sámuel: február 16., augusztus 20., augusztus 21., október 10.
- Samuella: augusztus 20., augusztus 21.
- Sándor: január 15., február 26., március 18., április 23., május 3., október 11.
- Santál: augusztus 21., december 12.
- Sáp: régi magyar férfinév
- Sára: január 19., július 13., október 9.
- Sári: január 19., július 13., október 9.
- Sarah: január 19., július 13., október 9.
- Sarlott: május 9., november 4.
- Sarolt: július 2., július 5.
- Sarolta: január 19., május 9., július 5., július 13., július 17., november 4.
- Sáron: január 19.
- Saul: január 25., október 20.
- Sebastian: január 20.
- Sebes: június 7.
- Sebestyén: január 20.
- Sebő: január 20., április 12., április 24., augusztus 29., szeptember 19., december 5., december 30.
- Sebők: január 20., december 30.
- Sebős: régi magyar férfinév
- Sedékiás: január 20.
- Seherezádé: május 3., június 7.
- Seila: június 3., november 22.
- Sejbán: régi magyar férfinév
- Sejla: június 3., november 22.
- Sharon: január 19., július 13., október 9.
- Sejma: arab eredetű női név
- Selden: angol eredetű férfinév, jelentése: völgyből való
- Sellő: női név, újabb keletű magyar névalkotás
- Selton: angol eredetű férfinév, jelentése: városszéli
- Semjén: október 8.
- Senyő: régi magyar férfinév
- Seremás: régi magyar férfinév
- Seruzád: régi magyar női név
- Silás: július 13.
- Simeon: január 5., február 18., március 24., április 21., május 24., június 1., október 8.
- Simon: január 5., február 18., április 24., május 16., május 24., október 28.
- Sion: január 5., február 18., április 24., május 16., május 24., október 28.
- Skolasztika: február 10.
- Sobor: régi magyar férfinév
- Solt: március 13.
- Solymár: szeptember 25.
- Sólyom: szeptember 25.
- Som: július 3., szeptember 16.
- Soma: július 3., szeptember 16.
- Somló: régi magyar férfinév
- Somodor: régi magyar férfinév
- Somogy: régi magyar férfinév
- Sormás: régi magyar férfinév
- Söjtör: régi magyar férfinév
- Stefán: augusztus 3., augusztus 16., augusztus 20., szeptember 2., szeptember 7., december 26.
- Stecina (január 26., augusztus 5.., szeptember 4., november 26.,
- Stefánia: január 2., január 16., augusztus 20., október 23., október 30., november 28., december 26.
- Stefi: január 2., január 16., augusztus 20., október 23., október 30., november 28., december 26.
- Stella: május 8., július 14., július 15., július 19.
- Sudár: március 15., június 18.
- Sudárka: március 15., június 18.
- Sugár: március 20., augusztus 12.
- Sugárka: március 20., augusztus 12.
- Sur: régi magyar férfinév
- Surány: január 22., január 24.
- Surd: január 22., január 24.
- Suroró: régi magyar férfinév
- Sükösd: április 3.
- Süllő: régi magyar férfinév
- Sümeg: régi magyar férfinév

## SZ
- Szabella: július 8., augusztus 29., október 27.
- Szabin: február 9., augusztus 29., december 7., december 11., december 30.
- Szabina: augusztus 29., október 27.
- Szabolcs: július 17., július 28., szeptember 19.
- Szabrina: augusztus 29., október 27.
- Szada: régi magyar férfinév
- Szadira: perzsa eredetű női név, jelentése: lótuszfa
- Szaffi: április 30., május 15., május 24.
- Szajol: régi magyar férfinév
- Szakocs: régi magyar férfinév
- Szalárd: július 17.
- Szaléz: január 24., január 29.
- Szalók: január 24., január 29., május 17.
- Szalóme: június 29., október 22., november 17.
- Szalvátor: március 18., augusztus 5.
- Szalvia: január 11., október 28.
- Szalviusz: október 28.
- Szamanta: február 6., október 26.
- Szamira: február 26., október 26.
- Számó: régi magyar férfinév
- Szamóca: női név, újabb keletű magyar névalkotás
- Szamos: régi magyar női név
- Szandra: március 18., május 18.
- Szani: március 18., május 18.
- Szaniszló: április 11., május 7., november 13.
- Szanna: február 19., augusztus 11.
- Szantána: május 18.
- Szantina: május 18.
- Szapár: régi magyar férfinév
- Szatmár: április 11., július 28.
- Száva: április 12.
- Szavanna: április 12.
- Szavéta: május 6., november 19.
- Szebáld: augusztus 19.
- Szebasztian: január 20.
- Szebasztiána: lattin eredetű női név, jelentése: tisztelt, nagyrabecsült
- Szecső: március 1.
- Szederke: július 11., július 19.
- Szegfű: július 17.
- Székely: régi magyar férfinév
- Szelemér: február 8.
- Szelestény: szeptember 12.
- Szélike: régi magyar női név
- Szelim: szeptember 28.
- Szelina: október 11., október 21.
- Szelli: január 19., október 9.
- Szellő: április 6., augusztus 26.
- Szellőke: április 6., augusztus 26.
- Szemere: február 23., május 26.
- Szemirámisz: április 22., június 1.
- Szemőke: július 18., július 30.
- Szende: július 11.
- Szendi: május 18.
- Szendike: július 11., október 11.
- Szendile: március 2., október 5.
- Szénia: január 24., július 30.
- Szenta: április 7., június 15.
- Szépa: április 12.
- Szépe: április 12.
- Szepes: régi magyar férfinév
- Szeráf: október 12.
- Szerafin: október 12.
- Szerafina: szeptember 8., október 12.
- Szeréna: július 28., augusztus 16., szeptember 14.
- Szerénke: július 28., augusztus 16., szeptember 14.
- Szerénusz: június 28., augusztus 2., augusztus 16., szeptember 14.
- Szerény: szeptember 14.
- Szergiusz: szeptember 8., szeptember 9., október 7., október 8.
- Szermond: október 12.
- Szervác: május 13.
- Szevér: január 8., február 1.
- Szeveréd: február 15.
- Szeverin: január 8., október 23.
- Szeverina: január 8., október 23.
- Szibill: március 12., március 18., október 9.
- Szibilla: március 12., március 18., október 9.
- Szidi: augusztus 23.
- Szidónia: augusztus 23.
- Szidor: január 15., január 16.
- Szigfrid: február 15., augusztus 22.
- Sziglind: január 7.
- Szigmund
- Szilágy: régi magyar férfinév
- Szilamér: június 20.
- Szilárd: március 11., április 12., december 14.
- Szilárda: szeptember 19., december 14.
- Szilárdka: december 14.
- Szilas: július 13.
- Szilvána: július 10.
- Szilvánusz: február 6., február 18., február 20., március 8., május 4., július 10., július 13., augusztus 24., november 12., december 2.
- Szilveszter: november 26., december 31.
- Szilvesztra: december 31.
- Szilvia: november 3., november 13.
- Szilvió: november 3.
- Szilviusz: november 3.
- Szimóna: május 24., október 28.
- Szimonett: május 16., május 24., október 28.
- Szimonetta: május 16., május 24., október 28.
- Szindbád: július 25.
- Szindi: január 22., június 6., október 20.
- Színes: január 18.
- Szinta: január 18.
- Szintia: január 22., június 6., október 20.
- Szira: augusztus 16.
- Szirén: január 22., február 23.
- Sziringa: január 30., szeptember 9.
- Szíriusz: január 22.
- Szirka: augusztus 16.
- Szirom: június 28., augusztus 16.
- Szironka: június 28., augusztus 16.
- Szittya: régi magyar férfinév
- Szivölő: régi magyar női név
- Szixtin: március 28., április 6., augusztus 6.
- Szixtina: március 28., április 6., augusztus 6.
- Szixtusz: március 28., április 3., április 6., augusztus 6., augusztus 7.
- Szkilla: június 15., június 19.
- Szofi: április 30., május 15., május 24., május 25., szeptember 17., szeptember 30.
- Szófia: április 30., május 15., május 24., május 25., szeptember 17., szeptember 30.
- Szofron: március 11.
- Szofrónia: március 11.
- Szókratész: november 28.
- Szolanzs: francia eredetű női név, jelentése: ünnepélyes
- Szólát: július 13., július 17.
- Szolón: május 17., november 13.
- Szonja: május 15.
- Szonóra: május 31., szeptember 14.
- Szórád: július 13., július 17.
- Szoraja: július 20.
- Szorina: június 19.
- Szovát: július 13.
- Szőke: női név, újabb keletű magyar névalkotás
- Szömér: régi magyar női név
- Szőny: régi magyar férfinév
- Szörénd: január 8., október 23.
- Szörénke: május 27., június 20.
- Szörény: január 8., október 23.
- Szörényke: május 27., június 20.
- Sztaniszláv: szláv eredetű férfinév, jelentése: dicsőséges
- Sztella: június 14., június 15., június 19.
- Szubotáj: régi magyar férfinév
- Szúdak: régi magyar férfinév
- Szulamit: június 29., október 22., november 7.
- Szulejka: január 9., március 1.
- Szulikó: január 19., június 23.
- Szulita: január 19., június 23.
- Szultána: január 19., június 23.
- Szűbál: régi magyar női név
- Szűdeli: régi magyar női név
- Szüvellő(november 30): régi magyar női név
- Szvetlána: május 1., július 4., november 24.

## T
- Tabajd: régi magyar férfinév
- Tábita: július 1.
- Tácia: január 8., április 22.
- Taciána: január 30.
- Tacitusz: február 25.
- Taddeus: január 24., július 26., október 28.
- Tádé: január 24., július 26., október 28.
- Takacs: régi magyar férfinév
- Taksony: április 6., augusztus 24., november 29.
- Talabér: július 25.
- Talabor: július 25.
- Talamér: január 5., július 15.
- Talbot: július 25.
- Tália: május 20., augusztus 26.
- Talita: április 22., július 1.
- Táltos: január 5.
- Tamara: január 26., május 6., szeptember 1., december 29.
- Tamás: január 28., március 7., június 22., július 3., július 6., augusztus 25., szeptember 22., október 2., december 21., december 29.
- Tana: régi magyar férfinév
- Tanázia: augusztus 14.
- Tania: április 22.
- Tankréd: május 6., július 6.
- Tannu: régi magyar férfinév
- Tánya: január 12., április 22.
- Tápé: régi magyar férfinév
- Tápika: régi magyar női név
- Tápió: régi magyar férfinév
- Taráz: február 25.
- Tarcal: február 25.
- Tarcsa: február 25.
- Tardos: szeptember 10.
- Tarján: augusztus 11., november 30.
- Tárkány: szeptember 5., szeptember 28.
- Tárkony
- Tarna: régi magyar férfinév
- Tárnok: régi magyar férfinév
- Taros: régi magyar férfinév
- Tarsa: február 25.
- Tarzícia: augusztus 15.
- Tarzíciusz: augusztus 15.
- Tas: január 8., április 15., április 27., június 8.
- Tasziló: január 11., október 11.
- Tatjána: január 12., április 22.
- Tátony: régi magyar férfinév
- Tavasz: március 21.
- Tavaszka: március 21.
- Tea: augusztus 3., december 19.
- Ted: szeptember 2.
- Tege: február 25.
- Tegza: október 15.
- Tekla: szeptember 23., október 15.
- Telma: szeptember 23.
- Temes: régi magyar férfinév
- Temise: régi magyar női név
- Témisz: december 21.
- Ténia: május 3.
- Tenke: régi magyar női név
- Tenkes: régi magyar férfinév
- Teó: szeptember 2.
- Teobald: május 21., július 1.
- Teobalda: május 21., július 1.
- Teodolinda: január 22., február 11.
- Teodor: augusztus 16., szeptember 2., november 9., december 27., december 28.
- Teodóra: február 11., április 5., április 28., szeptember 2., szeptember 11.
- Teodózia: április 2., május 29.
- Teofánia: február 2., március 12., december 22., december 27.
- Teofil: március 5., március 10., május 21., június 17., október 13., október 29., december 20.
- Teofila: május 21., június 17., december 28.
- Teónia: augusztus 23.
- Tera: március 11.
- Tercia: április 16., április 30.
- Terensz: február 7., november 28.
- Terestyén: február 7., november 28.
- Teréz: március 11., június 17., július 8., augusztus 3., október 1., október 3., október 15.
- Tereza: március 11., június 17., július 8., augusztus 3., október 1., október 3., október 15.
- Teréza: március 11., június 17., július 8., augusztus 3., október 1., október 3., október 15.
- Terézia: március 11., június 17., július 8., augusztus 3., október 1., október 3., október 15.
- Teri: március 11., június 17., július 8., augusztus 3., október 1., október 3., október 15.
- Terka: március 11., június 17., július 8., augusztus 3., október 1., október 3., október 15.
- Termás: régi magyar férfinév
- Tertullia: április 29., április 30.
- Tessza: március 11., június 17., július 8., augusztus 3., október 1., október 3., október 15.
- Tétény: május 1., november 5.
- Tétisz: február 6., december 19.
- Tevel: régi magyar férfinév
- Tézeusz: január 11.
- Thomasz: január 28., március 7., június 22., július 3., július 6., augusztus 25., szeptember 22., október 2., december 21., december 29.
- Tibád: május 21.
- Tibald: május 21., július 1.
- Tibéria: április 14.
- Tibold: május 21., július 1.
- Tibor: április 14., augusztus 11.
- Tiborc: április 14., augusztus 11.
- Tícia: augusztus 11., augusztus 12., augusztus 30.
- Ticián: január 26.
- Ticiána: február 6., március 3.
- Tifani: február 2., március 12., december 22., december 27.
- Tihamér: április 26., április 29., július 1., november 9., november 12., december 16.
- Tihany: régi magyar férfinév
- Tikva: március 14.
- Tilaj: régi magyar férfinév
- Tilda: március 14., május 31., június 3.
- Tilia: március 14., május 31., december 13.
- Tilla: március 14.
- Timár: régi magyar férfinév
- Tímea: január 20., március 11., május 3.
- Timon: április 19., május 3.
- Timót: január 24., január 26., május 3., augusztus 22.
- Timótea: augusztus 22.
- Timóteus: január 24., január 26., május 3., augusztus 22.
- Timóteusz: január 24., január 26., május 3., augusztus 22.
- Timur: július 25., szeptember 18.
- Tina: június 16., július 24.
- Tinett: június 16., július 24.
- Tinetta: június 16., július 24.
- Tinka: június 22.,július 24.,augusztus 5.
- Tira: február 20.
- Tíra: február 20.
- Tíria: augusztus 3., szeptember 3.
- Tirza: szeptember 3.
- Tirzusz: október 12.
- Titán: február 6.
- Titánia: január 26., február 6., február 11.
- Titanilla: január 26., február 6., február 11.
- Tittína: január 26., február 11.
- Titusz: január 4., január 26., február 6.
- Tivadar: április 20., április 30., június 28., szeptember 19., november 9.
- Tobán: régi magyar férfinév
- Tóbia: március 1.
- Tóbiás: január 1., június 13., szeptember 12., november 2.
- Toborján: régi magyar férfinév
- Tódor: február 6., szeptember 19., október 11., december 28.
- Tolna: régi magyar férfinév
- Tomaj: október 2.
- Tomázia: április 14., augusztus 25.
- Tomazina: április 14., augusztus 25.
- Tomor: július 25.
- Toni: január 17., június 13., július 5.
- Torda: június 1., június 27.
- Tordas: június 27.
- Tordos: június 27.
- Torhos: régi magyar férfinév
- Torkán: régi magyar férfinév
- Tormás: március 26., június 4.
- Torna: március 26.
- Torontál: március 26.
- Torzon: régi magyar férfinév
- Toszka: május 18.
- Töhötöm: április 20., június 14., szeptember 2., szeptember 15., november 5., december 18.
- Tömör: október 28.
- Tömörkény: régi magyar férfinév
- Törked: régi magyar férfinév
- Törtel: augusztus 4.
- Trajánusz: augusztus 11., november 30.
- Trisztán: február 7., november 28.
- Trixi: január 18., július 29., augusztus 29., október 14.
- Trudi: március 17., augusztus 13., november 16., november 17.
- Tuga: régi magyar női név
- Tugurkán: régi magyar férfinév
- Túlia: február 22.
- Tulipán: június 11., augusztus 1., október 5.
- Tullia: április 27., október 5.
- Tullió: augusztus 11., november 30.
- Turán: régi magyar férfinév
- Turda: régi magyar férfinév
- Turul: március 26.
- Turzó: régi magyar férfinév
- Tuzson: május 19.
- Tünde: április 2., június 1., november 10.
- Tündér: június 1.
- Türje: régi magyar férfinév
- Tüzinke: régi magyar női név
- Tűzvirág: július 29., november 24.

## U, Ú
- Ubul: március 7., május 16., december 31.
- Údó: március 23., július 4.
- Ug: régi magyar férfinév
- Ugocsa: május 22., november 9.
- Ugod: május 16.
- Ugor: május 3., augusztus 16.
- Ugra: régi magyar férfinév
- Ugrin: régi magyar férfinév
- Ugron: május 22., november 9.
- Ulászló: január 27., június 27., június 29.
- Ulipán: április 3.
- Ulisszesz: január 2.
- Uljána: május 22.
- Ulla: május 8., július 4.
- Ulrik: március 11., július 4., július 10., július 11., augusztus 7.
- Ulrika: augusztus 6.
- Umbertó: március 25.
- Ung: régi magyar férfinév
- Upolet: régi magyar férfinév
- Upor: május 15., június 26.
- Urajka: régi magyar női név
- Uránia: május 28., augusztus 7.
- Urbán: április 1.
- Urbána: május 25.
- Uriás: január 14.
- Uriel: január 14.
- Urigán: régi magyar férfinév
- Urkund: régi magyar férfinév
- Uros: január 14., január 17., december 1.
- Ursula: október 21.
- Urszula: október 21.
- Urzulina: április 7.
- Uzindur: régi magyar férfinév
- Uzonka: július 12.
- Uzor: január 15., január 16., április 18.

## Ü, Ű
- Üdved: régi magyar férfinév
- Üdvöske: július 13., december 9.
- Üllő: március 31.
- Ütös: régi magyar férfinév
- Ünige: régi magyar női név, kun eredetű. Az erdélyi unitárius naptárban már több mint húsz éve szerepel. Lásd Makkai Sándor Sárga vihar c. regényét. (december 5.)

## V
- Vadász: férfinév, újabb keletű magyar névalkotás
- Vadony: augusztus 30.
- Vadvirág: július 29.
- Vajk: augusztus 20.
- Vajta: április 24., december 20.
- Valburga: május 1.
- Valda: január 26., február 25.
- Valdemár: február 27.
- Valdó: német eredetű férfinév, jelentése: uralkodó
- Valencia: július 25.
- Valentin: január 7., február 14., március 16., július 25., november 3.
- Valentina: július 25.
- Valér: január 29., március 10., június 14., december 15.
- Valéria: április 28., június 5., december 9.
- Valérián: január 29., március 10., június 14., december 15.
- Valód: régi magyar férfinév
- Valter: április 8., július 16.
- Valton: angol eredetű férfinév, jelentése: városi lakos
- Vanda: január 26., február 25., november 14.
- Vanessza: május 24.
- Varínia: december 4.
- Várkony: július 2., október 22.
- Varsány: július 19.
- Vásti: május 24.
- Vaszil
- Vaszília: április 22., május 30., június 11.
- Vászoly: január 2.
- Vata: április 24., december 20.
- Vazul: január 1., január 11., március 22., május 30., június 14.
- Vázsony: január 19., május 30.
- Vecsegő: régi magyar férfinév
- Véda: április 30.
- Vejke: május 17.
- Velek: szeptember 28.
- Vélia: április 28.
- Vella: április 28.
- Velma: április 28.
- Velmira: október 9.
- Vencel: szeptember 28.
- Vendel: október 20.
- Vendelina: október 7., október 20.
- Vendi: április 30.
- Vénusz: június 2., augusztus 7.
- Vera: január 13., január 24., július 9.
- Verbéna: július 9., július 22.
- Vérbölcs: régi magyar férfinév
- Vérbulcs: régi magyar férfinév
- Veréna: július 22., szeptember 1.
- Verita: július 9., július 22., szeptember 1.
- Verner: április 18.
- Veron: január 12., január 13., január 19., január 24., február 4., július 9.
- Verona: január 12., január 13., január 19., január 24., február 4., július 9.
- Veronika: január 12., január 13., január 19., január 24., február 4., július 9.
- Veronka: január 12., január 13., január 19., január 24., február 4., július 9.
- Versénke: régi magyar női név
- Versény: július 19.
- Veszta: március 1., július 17.
- Véta: május 24., november 19.
- Vetúria: július 17.
- Via: június 15., augusztus 13., december 13.
- Viátor: augusztus 5., október 21.
- Vica: december 24.
- Vid: június 15.
- Vida: június 15.
- Vidor: január 13., január 14., március 16.
- Vidorka: magyar eredetű női név, jelentése: vidám
- Vidos: január 15., június 15.
- Viki: november 17., december 23.
- Viktor: február 26., május 12., július 28., szeptember 5., szeptember 30., november 2.
- Viktória: november 17., december 23.
- Viktorina: január 26., szeptember 5., november 26.
- Vilhelma: május 28., szeptember 19.
- Vilhelmina: május 28., szeptember 19.
- Viliam: január 10., február 10., április 6., május 23., május 28., június 8., június 25., július 5.
- Vilibald: július 7., október 22.
- Vilja: augusztus 27.
- Villő: május 31., június 12.
- Vilma: január 10., május 28., június 25., szeptember 19., október 15., december 5.
- Vilmos: január 10., február 10., április 6., május 23., május 28., június 8., június 25., július 5.
- Vince: január 22., április 5., április 9., május 24., július 19., szeptember 27.
- Vincencia: január 27., február 1., április 20.
- Viola: május 3., május 5., június 15., június 25., december 19.
- Violenta: május 3., június 15., június 25.
- Violett: május 3., június 15., június 25.
- Violetta: május 3., június 15., június 25.
- Viorika: május 3., június 15., június 25.
- Vira: február 10.
- Virág: január 8., február 10., július 29., november 24., november 26.
- Virgil: március 5., november 27.
- Virgília: március 5., november 27.
- Virgínia: február 1., február 2., november 10.
- Viritó: régi magyar női név
- Víta: június 15., augusztus 13., december 13.
- Vitália: április 28., augusztus 13., december 13.
- Vitális: április 28., október 20., november 4.
- Vitályos
- Vitéz: április 28., november 2.
- Vitold: április 28.
- Vitolda: április 28.
- Vitus: január 15., június 15.
- Viviána: december 2.
- Vivianna: december 2.
- Vivien: december 2.
- Vizibor: régi magyar férfinév
- Vladimír: július 15., november 15.
- Vladiszláv: július 15., november 15.
- Vojk
- Volfram: március 20.
- Vulfia: január 31., szeptember 9., október 31.
- Vulkán: május 19.

## W
- Walter: április 8.,július 16.
- Wágner: május 22.
- Wagneríta: május 22.

## X
- Xandra: május 18.
- Xavér: december 3.
- Xavéria: december 3., december 22.
- Xénia: január 24., július 30.

## Y
- Yvett: január 13., május 6.

## Z
- Zádor: március 16., augusztus 8., szeptember 1.
- Zádorka: régi magyar női név
- Zágon: augusztus 23., november 17.
- Zafír: július 15., október 15.
- Zajta: régi magyar férfinév
- Zajzon: december 18.
- Zak: régi magyar férfinév
- Zakária: március 15.
- Zakariás: február 21., március 15., szeptember 6., november 5.
- Zakeus: augusztus 22., augusztus 23., november 17.
- Zala: július 14.
- Zalán: március 30., július 14., szeptember 10., december 30.
- Zalánka: július 14.
- Zalkod: régi magyar férfinév
- Zámbor: régi magyar férfinév
- Zamfira: augusztus 26.
- Zamíra
- Zámor: február 16., február 19.
- Zamur: régi magyar férfinév
- Zandirhám: régi magyar férfinév
- Zánka: régi magyar férfinév
- Zaránd: június 8., október 23.
- Zaránk
- Záred: június 8., október 23.
- Zazi: április 27.
- Zdenka: június 23., augusztus 23.
- Zdenkó: november 14.
- Zea: április 17.
- Zebadiás: augusztus 5.
- Zebulon: augusztus 5.
- Zekő: április 21., augusztus 23., november 17.
- Zelda: szeptember 24.
- Zelemér: régi magyar férfinév
- Zelina: október 11., október 21.
- Zelinda: szeptember 22., október 17.
- Zeline: október 21.
- Zelinke: október 21.
- Zella: január 31., szeptember 22.
- Zelma: január 23., április 21.
- Zelmira: február 21., április 21.
- Zenedő: régi magyar női név
- Zengő: május 31.
- Zenkő: február 18. régi magyar női név
- Zenina: április 12., június 5.
- Zénó: április 12., október 29., december 22.
- Zenóbia: október 30.
- Zenő: régi magyar női név
- Zente: december 23.
- Zerénd: január 8., október 23.
- Zerind: január 8., október 23.
- Zerkon: régi magyar férfinév
- Zéta: november 22., december 23.
- Zete: december 23.
- Zétény: február 22., december 23.
- Zia: április 17.
- Zila: régi magyar férfinév
- Zília: február 7., június 3., szeptember 16.
- Zille: június 3., szeptember 16.
- Zimány: régi magyar férfinév
- Zimra: május 31.
- Zina: március 13., június 5., október 11.
- Zinaida: június 5., október 11., október 30.
- Zinajda: június 5., október 11., október 30.
- Zita: április 27.
- Zizi: április 27.
- Zoárd: július 17., december 3., december 30.
- Zoárda: július 17., december 3.
- Zobor: május 1., július 17., november 19.
- Zoé: május 2., június 15., július 5.
- Zója: május 2., június 15., július 5.
- Zolna: június 23., október 17.
- Zolnuk: régi magyar férfinév
- Zolta: március 8., március 13., június 23., november 20.
- Zoltán: március 8., március 13., június 23., november 20.
- Zoltána: június 23.
- Zombor: augusztus 22.
- Zomilla: július 15., július 18.
- Zonga: január 13., április 16., április 17.
- Zongor: január 13., április 16., április 17.
- Zóra: június 19., október 4.
- Zorán: március 4.
- Zorinka: június 19., október 4.
- Zorka: június 19., október 4.
- Zotmund: március 1.
- Zovát: régi magyar férfinév
- Zöldike: szeptember 22.
- Zuárd: július 17., december 3., december 30.
- Zuboly: december 26.
- Zúdár: régi magyar férfinév
- Zulejka: január 9., március 1.
- Zuriel: héber eredetű férfinév, jelentése: Isten az én kősziklám
- Zygia: görög eredetű női név, mitológia alak nevéből

## ZS
- Zsadán
- Zsadánka: régi magyar női név
- Zsadány: augusztus 23.
- Zsáka: régi magyar férfinév
- Zsaklin: február 8., május 1., május 3., július 25.
- Zsálya: január 11., október 28.
- Zsámbok: régi magyar férfinév
- Zsanett: május 30., augusztus 21.
- Zsanka: február 19., március 31., augusztus 11.
- Zsanna: február 19., március 31., augusztus 11.
- Zsazsa: február 19., augusztus 11.
- Zsedény: régi magyar férfinév
- Zsella: január 31., szeptember 22.
- Zselyke: április 8., október 21.
- Zseni: szeptember 16., december 25.
- Zserald: április 19., október 7.
- Zseraldin: április 19.
- Zseraldina: április 19.
- Zsigmond: május 1., május 2.
- Zsinett: január 3.
- Zsófi: április 30., május 15., május 24., május 25., augusztus 1., szeptember 17., szeptember 30.
- Zsófia: április 30., május 15., május 24., május 25., augusztus 1., szeptember 17., szeptember 30.
- Zsóka: május 6., július 8.
- Zsolt: április 10., október 21., november 20.
- Zsombor: április 21., november 8.
- Zsorzsett: február 15., december 9.
- Zsögön: régi magyar férfinév
- Zsúbor: régi magyar férfinév
- Zsuzsa: február 19., augusztus 11., szeptember 20.
- Zsuzsanna: február 19., augusztus 11., szeptember 20.
- Zsuzsánna: február 19., augusztus 11., szeptember 20.
- Zsuzska: február 19., augusztus 11., szeptember 20.
- Zsüliett: április 8., május 22., július 21., július 30.